# 岩手県交通
岩手県交通株式会社（いわてけんこうつう）は、岩手県盛岡市に本社を置くバス事業者。県内の盛岡市以南のほとんどの地域で路線バスを運行するとともに、県内から東京方面などへの高速バス、花巻空港への空港連絡バスを運行している。また貸切バス事業も行う。岩手県北自動車（県北バス）とともに岩手県を代表するバス事業者である。岩手県バス協会会員。元国際興業グループ。
略称は「県交通」（けんこうつう）。「岩交」（いわこう）を用いていた時期もあるが、現在ではあまり使われない。

## 概要
前身は戦時統合により発足した岩手中央バス（中央バス）・花巻バス・岩手県南バス（県南バス）の3社である。1960年代以降のモータリゼーションの波を受け、利用者減少により経営が悪化、3社中2社が会社更生法の適用を申請し、賃金遅配によるストライキが頻発した。
1976年の3社合併後も合理化は進まなかったが、1986年に国際興業の傘下に入ってからは業績も上向きとなり、高速バス参入も奏功して単年度黒字を計上するまでになった。近年では盛岡市近郊の輸送改善にも積極的である。

## 沿革
本節では、単に「県」と表記した場合は岩手県を指すものとする。

### 創業期から戦時統合まで
岩手県に初めてバスが走ったのは、1912年に盛岡と宮古を結んだ盛宮自動車である。岩手県交通の路線として現在運行されているものとしては、1918年に盛岡市内の路線で営業を開始した盛岡自動車とされている。この後、小規模な事業者が次々と設立され、1928年には盛岡のバス事業者だけで22社に上っている。
第二次世界大戦に入るとガソリン規制が行われたため、これらの中小事業者の経営を圧迫した。さらに1942年には陸上交通統制の通牒が出され、岩手県は大きく4ブロックに分けられることになった。太平洋沿岸北部が岩手県北自動車（県北バス）、太平洋沿岸南部は岩手東部乗合自動車、江刺以南の県南部は岩手県南自動車、県中心部の盛岡近辺は岩手中央自動車に統合されることになった。なお、花巻電鉄は社名のとおり鉄道事業を行っていたため、バス事業の統合からは除外されている。

### 戦後の成長期
県南バスは1949年に大船渡に拠点を設置したのを皮切りにエリアを拡大し、1950年には貸切バス事業免許（貸切免許）を取得した。一方、岩手東部乗合自動車は1948年のアイオン台風によって国鉄山田線が長期にわたって不通になった際に代行バス輸送を担当、1951年まで続いた。1951年に岩手東部乗合自動車は東部バスに社名変更したが、このころになると県南バスとのエリア重複による不合理が目立ってきたため、1957年に東部バスは県南バスの傘下に入ることになり、1966年には正式に合併した。
岩手中央自動車は戦後間もない1948年に花巻地区を花巻バスとして分離した。その後は順次営業エリアを拡大するが、急激に車両数を増加させたことで運行コストの増大を招き、1960年以降は赤字決算となっている。分離した花巻バスは1958年までに30路線を開設するなど、やはり営業エリアを順次拡大していった。
1950年代は長距離バス路線展開が各社とも目立った。県南バスが1951年10月に一関と気仙沼を結ぶ路線を開設したのを皮切りに、1953年には中央バスと東部バスが相互乗り入れの形で盛岡と釜石を結ぶ路線を開設した。1955年に運行開始された盛岡と大船渡を結ぶ路線では中央バス・東部バス・県南バスの3社競願となり、最終的に県南バスが運行することとなった。
しかしながら、この時期はまだ道路事情はさほど良くなかったため、東北本線と並行する路線では鉄道の電化・複線化に対抗できず、運行休止や区間短縮を余儀なくされた。一方で、その他の路線では鉄道側の輸送改善があまり進まなかったため、他の地域と比較すれば残存路線は多い方であった。

### 利用者減少と労使紛争による疲弊
1960年代に入ると、過疎化とモータリゼーションの進行により、バス利用者数は減少傾向となっていった。事業者側ではこれに対応して合理化と人員削減による対策を進めようとしたが、これは従業員側の反発を招いた。さらに賃金遅配という事態になったことから、労使関係は悪化してゆくことになる。
1965年、中央バスでは盛岡市内路線で県内初となるワンマン運行を開始した。これに反発した労働組合が、4月の春闘に続いて5月にもストライキを実行。7月には夏の賞与をめぐって無期限ストライキに突入し、収束するまでに50日を要した。盛岡市の商店街ではストライキの中止を申し入れたが解決できず、「バススト対策協議会」として200台の自家用車を使用して全商店街を無料で巡回するサービスを開始した。地元の中央バスに対する不信感は強まり、飲食店の一部は店頭に「中央バス社員お断り」と貼り紙を出すほどであった。発車直前の「ポカ休」と呼ばれる無断欠勤、それに伴う間引き運行も常態化しており、早池峰山登山バスの最終便を運休させたことで、登山客が下山できなくなったケースもあった。
翌1966年には県南バスが一関地区の路線でワンマン化を開始したが、労働組合では事前協議なしの運行であるとしてストライキに突入した。同年9月には水沢地区でワンマン化を行なったことで労働組合側は闘争体制を強めることになり、指名ストを通告したが、これに対する会社側はロックアウトを宣言した上に、調整に入ろうとした地方労働委員会（地労委）の斡旋を拒否した。12月に地労委が調停に入ったことで収束したが、この間はストライキや間引き運行が多発した。闘争の拠点となった江刺市では市議会で「バスの正常運行を求める決議」まで行われ、地域の農業協同組合などでは自衛手段としてバスを自ら購入した。
ストライキや間引き運行が続き、沿線の住民からのバス事業者に対する印象は悪化することになった。沿線住民はバスがなくても通勤通学できる手段を用意し、沿線企業では自家用バスによる送迎を行うなど自衛手段に努めた。この結果、バス利用者の更なる減少を招くことになった。
1968年、中央バスは経営再建のため、業績の良い貸切部門を分社化して岩手観光バスを設立したが、これは東北地方では初の貸切専業バス事業者となった。1970年には国際興業の傘下に入り、国際興業は7割の株式を引き受けた上で負債の肩代わりを行ったため中央バスは倒産を免れた。翌年には同じ資本系列にあった花巻電鉄と合併した。その後は比較的良好な経営状態で推移した が、余裕のある状態ではなかった。
また、花巻バスでは1969年に貸切バス事業を花巻観光バスに分社化した上、1970年に県北バスからの財政支援を受けることで経営建て直しを図った。しかし、沿線に観光資源がないこともあって経営は好転せず、賃金未払いによるストライキや間引き運行が日常化する事態となった。1974年には乗務員の無断欠勤が続出するため欠便申請まで提出する事態になり、公共交通機関としての信用は失墜した。後述するように1974年には会社更生法の適用を申請することになるが、その時点で花巻バスの累積赤字は1億3600万円、未払い賃金の合計金額は8700万円に上っていた。
なお、この時期に県内の同業他社の一つである県北バスでは、観光路線が多かったこともあり比較的経営は順調で、労使関係も良好であった。ワンマン運転についても着手こそ1974年と県内他社と比較すると遅い時期ではあったが、その後2年で8割以上の路線がワンマン化されていた。

### 県内バス事業者の一元化

#### 各社間の意見の相違と挫折
県北バスを除いた各社の経営が行き詰まる中、合併によって過当競争を解消し、合理化も進める案が出た。1969年に中央バス・花巻バス・花巻電鉄の合併案が出たが、これは労働条件や資産評価の問題から実現しなかった。
1971年には私鉄総連から公的一元化案が提示された。これは、県内4社を一元化した上で県が経営に直接関わることで、公共的性格の強いバス事業に対して公営で責任を持つという考え方によるもので、1973年には県バス対策協議会が発足し、バス事業者の労使や県からも協議会の委員として参加することになった。しかし、経営状態が良好な県北バスは、当初からこの協議会への参加を拒否していた。
さらに、一元化の範囲についての意見も分かれ、合併の意思のある会社のみという県南バス・花巻バスの主張に対し、中央バスは観光資源をエリア内に有する県北バスも含めた全県一元化を主張するなど、意思統一が図れなかった。その上、県は1974年には一転して公的一元化に反対の意思を表明した。各社ともに労使関係が悪化し、ストライキの頻発などで日常の運行が正常に行われていないこと、それに対して誠意のない経営陣の対応という状況下で、県が引き受けることに対して警戒したものとみられている。

#### 新会社設立へ
このような経緯により、公的一元化構想は挫折したものの、民間ベースでの一元化構想へ議論が進みつつあった1974年7月、県南バスが会社更生法の適用を申請した。同年10月には花巻バスも更生法適用を申請している。しかし、従業員側は更生法適用申請の撤回を求めてストライキを通告、さらに県南バスの経営陣が盛岡地方裁判所（盛岡地裁）の定めた管財人に難色を示して自力再建を希望し、一方で一元化による再建にも着手しているなど、会社側に誠意が見られないとして、盛岡地裁では1974年10月に県南バスの申請を棄却した。県南バスではこれを受けて仙台高等裁判所（仙台高裁）に即時抗告、管財人は競争関係にあるものを避けるとともに、一元化は負債の整理をした上で実施するのが望ましいと主張した。仙台高裁はこの主張を認め、12月に盛岡地裁への差し戻しを行なっている。
中央バスでは一元化を見据えて、1974年11月30日に新会社として「岩手興業」を設立し、岩手中央バスの事業を移管した翌日に新会社として「岩手中央バス」を設立し再度事業を移管、中央バスとしては負債のない状態にした。この時点で、岩手中央バスは国際興業からの役員出向は残ったものの、国際興業傘下からは外れている。
結局、従来の再建策はすでに限界であることから、最終的に県南バス・中央バス・花巻バスの3社が新会社を設立した上で、3社の事業を新会社に譲渡する方針がまとまった。最後の手段であることから従業員側も理解を示して目立った闘争を抑えることになり、県も一元化に対しては推進する方向性を示した。1976年5月に新会社設立が認可されたことに伴い、県南バスと花巻バスは更生法適用の申請を取り下げた。
こうして、岩手県交通と命名された新会社は、負債ゼロの状態から再出発することになった。

### 岩手県交通として再出発

#### 人件費率98%・進まぬ合理化
1976年6月1日、岩手県交通（県交通）としての運行が開始された。しかし、新会社としてのバス車体デザインが決まったのは翌1977年で、それまでに導入した車両は各社のカラーリングのままで導入され、社名のみが「岩手県交通」と表記されていた。さらに、社内も3社の組織が残った状態で、営業所の体制もそのままであった。北上駅前を例にすると、旧県南バスの車両は旧県南バスの車庫に入庫し、旧花巻バスの車両は旧花巻バスが所有していた折り返し場で待機するなど、県民や利用者から見れば何も変わっていない状態であった。そもそも赤字の会社が合併しても黒字になることはなく、施設の共用など無駄を省くことで初めて合併によるメリットが表に出てくるわけだが、この状態では収支状況の改善は望めなかった。
実際に、営業開始してから1か月後の中元賞与の支給時にも資金繰りに苦しむ状態となり、年末賞与の時期には6億円もの負債を抱える状態になっていた。バス事業はバスの台数分だけ乗務員が必要となる労働集約型産業であり、結果として人件費率も高くなる。バス事業での人件費率は通常70%前後であるが、この時期の県交通では総支出における人件費率が98%にも達しており、日本のバス業界では最悪の数字であった。極端に高い人件費率は、合理化が進んでいないことを如実に示していた。
経営体質の強化を図るべく、沿線自治体に対して資本参加を打診したが、すでに自治体から8億円もの補助金を支出している状態では、どの自治体にもそのような原資はなかった。また合併後の経営実態が甘く、わずか半年で負債が6億円にも上ったという現実から、合併前と経営体質が変わっていないと判断されたため、県は出資を拒否した。その上、未払い賃金がかさみ運賃を値上げする一方で、申請される補助金の額が大幅に上げられて申請されるなど、その経営姿勢にも疑問の声が上がり、銀行団からも融資を拒否されることになった。中央バスには国際興業から役員が送り込まれていたが、1977年には国際興業はすべての役員を引き上げていた。こうして資金調達の手段をすべて失った県交通の経営は、発足後わずか1年強で事実上破綻した。
1978年2月には運輸省の特別監査が行なわれ、ワンマン化の状況やバス1台あたりの従業員数を調査したが、ここで改めて合理化の遅れが問題となった。この結果を受けて運輸省では経営改善勧告書により、厳しい行政指導を行った。これを受けて経営陣の刷新を行うことになり、県では県交通の要請を受ける形で、県福祉部長だった松尾景康を送り込んだ。

#### 労使紛争の再発
1978年6月に社長に就任した松尾は、大規模な社内機構の改革に取り組んだ。1978年度決算は単年度黒字となったが、資産の処分などによる部分が大きく、安定的なものではなかった。このため合理化のためのワンマン化と不採算路線の廃止を進める方針となったが、従業員側は合理化の前に賃上げを要求し、1979年からはしばらく行われていなかったストライキが再発するようになった。1980年の春闘ではストライキが頻発し、ようやく交渉妥結したのが同年10月になるなど、労使関係は再び悪化していった。それは日常業務にも反映して乗務員の接客態度や車両の整備にも影響し、県民や利用者の県交通に対する不信感は増大することになった。
1982年6月23日には東北新幹線が開業することになり、新幹線連絡を目的とした特急バス運行計画が県外の各社も含めて進められていたが、同年の県交通では経営陣から示された合理化案に350人の希望退職が含まれていることから従業員側が反発、労使紛争の長期化により東北新幹線開業前日の6月22日までストライキが断続的に続く有様 で、労使紛争の状況からはとても高速バス事業に着手することは不可能であった。
なお同時期の県北バスは、経営努力に加えて「106急行バス」や高速バス路線の成功により、増収分からの内部補填が可能になったため国庫からの補助金を返上するなど、さらに安定した経営状態になっており、県交通とは対照的であった。
労使の対立の中で、それでも合理化は進み、1985年には県交通としては初の高速バスとして「ヨーデル号」の運行に参入、続行便も多数設定されるほど好調となった。また東北新幹線開業によって貸切バス需要も増大し、これらは県交通の収支改善にも寄与した。

### 国際興業傘下で再々出発
1985年度には通常の状態で収支均衡となったことを機に、松尾は社長から退任することになり、1986年6月には当時の国際興業社長の小佐野政邦が社長に就任、同時に国際興業の傘下に入ることになった。
国際興業傘下に入ったことで、それまで苦慮していた資金調達が容易になった。同年には過疎路線の低コストでの維持を行なうべく早池峰バスを設立しているほか、高速バス「とわだこ号」にも参入している。1987年には高速バス「あすなろ号」にも参入、1988年7月21日からは同社初の夜行高速バスとして「らくちん号」の運行を開始した。その他にもいくつかの高速バス運行に参入し、すべてが好調だったわけではないが、経営状態の改善に寄与した。一方で、路線バスについても過疎路線を早池峰バスに置き換える一方、都市部では団地への乗り入れや車両の改善を進めた。
これらの経営改善策が功を奏し、1993年度決算では通常ベースでの単年度黒字を計上、黒字体質へ変貌を遂げた。また、労使交渉が対話重視で進められた こともあり、労使関係も徐々に協調路線へと改善されることになった。

#### オムニバスタウン指定
1999年2月1日、盛岡市が全国で4番目のオムニバスタウンに指定された。これを受け、1999年度に盛岡都心循環バス「でんでんむし」の試験運行を実施した。当初は盛岡市コミュニティバスとしての運行であり、市の補助を受け専用車両として中型ワンステップ車のいすゞ・ジャーニーKを購入して試験運行を開始した。翌2000年4月1日からは本格運行に移行した。
またオムニバスタウン指定により県バス協会ではゾーンバス方式の導入を決定。市はこれを受け、2000年度よりゾーンバス運行計画を開始し、バスターミナルを整備した。翌2001年4月より、松園ゾーンバス試験運行を開始した。利用者の意見に応じる形で1年間に数度のダイヤ改定が行われた結果、年間利用者数が4%増加、運賃を下げたにもかかわらず増収となった。ゾーンバスは他の地区へも拡大され、2002年10月に都南ゾーンバス、翌2003年10月には青山ゾーンバスの試験運行をそれぞれ開始。これらの2路線では狭隘区間を運行するため、県内初の小型ノンステップバスとして三菱ふそう・エアロミディMEを導入した。

### 2000年代以降
オムニバスタウン指定に伴い施策が始まった2000年ころより、路線バスの塗色を従来の青と銀色ベースのオリジナルカラーから、国際興業カラーに順次変更した。
2004年4月からは、花巻以南の6営業所について、全路線の運転・車両管理業務を早池峰バスに委託することになった。これはコストダウンによる路線維持を図るための方策で、これに伴い全社員の基本給を平均9.8%カット、さらに該当地区の所属員についてはその数値から1%カットの上で早池峰バスに出向とすることで、路線維持と雇用確保を両立させた。これにより、2004年度の路線廃止は行なわれないことになった。その後2007年3月一杯で業務委託が解除され、1%カットについては解消された。
2008年10月には、直轄で行っていた車両整備事業およびそれに関する資産・人員の一切をヤマトホールディングス傘下のヤマトオートワークス岩手へ譲渡し、車両整備が完全にアウトソーシング化された。一部門ほぼ全員の転籍を伴う大規模な組織改編である。これにより県交通は人件費および所有車両の管理・維持費の大幅な削減を見込み、ヤマト側には広大な岩手県内における自社営業車両の整備拠点の大幅な増加や業容拡大などのメリットが生まれることとなった。
旧国際興業グループの岩手県交通・秋北バス・十和田観光電鉄および各社の子会社は、地元資本の国際興業東北株式会社に売却され国際興業傘下から離脱。これにより創業一族の持株会社が100%を保有することで「大政奉還」を果たすことになったが、東北に展開していたバス事業やリゾート事業も売却されており、グループの事業規模は大幅に縮小した。2013年に県交通・秋北バス・十和田観光電鉄は国際東北グループを構築した。
2021年4月1日、盛岡中心市街地循環バス「でんでんむし」では初となる運賃改定を実施。運行開始から運賃100円均一とし、2回の消費税増税後も据え置いてきたが、新型コロナウイルス感染症の影響による利用者減少で、路線維持のため値上げを余儀なくされた。改定後の運賃は、大人120円（小人・障害者60円）、1日フリー券は大人350円（小人180円）。高齢者用優待乗車券「まちなか・おでかけパス」では従来どおり100円で乗車可能。

## 年表

### 統合前

#### 岩手中央バス
- 1943年（昭和18年）10月 - 戦時統合により盛岡・花巻・大迫・雫石を営業エリアとする県中央部のバス会社9社が統合して岩手中央自動車設立。
- 1948年（昭和23年）
  - 6月30日 - 花巻・大迫を営業エリアとする花巻バスが分離独立。
  - 7月15日 - 岩手中央バスに改称。
- 1951年（昭和26年） - 河南営業所開設。
- 1953年（昭和28年）
  - 6月1日 - 花巻電鉄バスがバス事業を開始。
  - 9月 - 東部バスとの相互乗り入れで盛岡 - 釜石間特急バス開業。
- 1956年（昭和31年）7月 - 盛岡市内定期観光バス開設。
- 1957年（昭和32年）8月17日 - 国鉄バスとの相互乗り入れで盛岡 - 遠野 - 陸前高田間の特急バス運行開始。
- 1958年（昭和33年）- 雫石営業所開設。
- 1960年（昭和35年） - 本社を盛岡駅前へ移転。
- 1964年（昭和39年）8月 - 羽後交通との相互乗り入れで「盛岡 - 田沢湖間急行バス」運行開始。
- 1965年（昭和40年）5月 - 県内初のワンマンバス運行開始。
- 1966年 (昭和41年）8月1日 - 国鉄バスとの相互乗り入れで早坂高原線（盛岡 - 岩泉）運行開始。
- 1968年（昭和43年） - 観光部門を分社、岩手観光バス設立。
- 1970年（昭和45年） - 岩手観光バス・花巻電鉄とともに、国際興業グループとなる。
- 1971年（昭和46年）2月25日 - 花巻電鉄を吸収合併、電車・乗合バス・貸切バス事業を引き継ぐ。
- 1972年（昭和47年）
  - 2月16日 - 旧花巻電鉄の電車線廃止。
  - 3月30日 - 盛岡 - 遠野 - 陸前高田間の特急バスのうち、岩手中央バスは遠野 - 陸前高田を廃止。

#### 岩手県南バス
- 1943年（昭和18年）7月1日 - 戦時統合により水沢・一関・千厩・高田・大船渡を営業エリアとする県南のバス会社10社が統合して岩手県南自動車設立。
- 1944年（昭和19年）4月12日 - 戦時統合により遠野・釜石を営業エリアとする県南のバス会社6社が統合して岩手東部乗合自動車設立。
- 1949年（昭和24年）
  - 4月 - 岩手県南自動車、気仙営業所（現・大船渡営業所）開設。
  - 5月 - 岩手県南自動車、高田出張所開設。
- 1951年（昭和26年）
  - 10月 - 岩手県南自動車、一関 - 気仙沼間運行開始。
  - 12月16日 - 岩手東部乗合自動車を東部バスに改称。
- 1955年（昭和30年) 4月 - 岩手県南自動車、「急行盛岡大船渡線」開業。
- 1957年（昭和32年）6月 - 岩手県南自動車が東部バスを傘下とする。
- 1963年（昭和38年） - 岩手県南自動車、大東営業所を開設。
- 1966年（昭和41年）
  - 4月27日 - 岩手県南自動車と東部バスが合併し、岩手県南バス設立。
  - 7月 - 一関地区でワンマンバス運行開始。

#### 花巻バス
- 1948年（昭和23年）6月30日 - 花巻・大迫を営業エリアとする花巻バス設立。
- 1950年（昭和25年）11月 - 大迫営業所を開設。
- 1954年（昭和29年）
  - 4月 - 宮守営業所を開設。
  - 10月 - 黒沢尻営業所を開設。
- 1969年（昭和44年）- 観光部門を独立、花巻観光バス設立。
- 1970年（昭和45年）- 岩手県北自動車が花巻バス・花巻観光バスの経営支援に乗り出す。
- 1971年（昭和46年）
  - ワンマンバス運行開始。
  - 12月 - 東和営業所を新設し、宮守営業所・土沢営業所を統合。
- 1973年（昭和48年）- 本社を北上市に移転した上で花北営業所を併設し、北上営業所・笹間営業所を統合。

### 3社統合後
- 1976年（昭和51年）6月1日 - 岩手中央バス（国際興業グループ）・花巻バス・岩手県南バスの対等合併により新会社設立。本社を北上市に置く。
- 1977年（昭和52年）- 車両カラーリングに新デザインを採用。
- 1981年（昭和56年）5月31日 - 盛岡駅南側にあった盛岡駅前営業所の機能を移転する形で、矢巾町広宮沢に矢巾営業所を新設。
- 1984年（昭和59年）7月 - 滝沢村滝沢字巣子に巣子車庫新設。
- 1985年（昭和60年）3月14日 - 高速バス「ヨーデル号」運行開始。
- 1986年（昭和61年） - 国際興業グループ入り。分離子会社の早池峰バスを設立し、遠野営業所を移管。高速バス「とわだこ号」に参入（路線自体は1982年から運行。詳細は十和田南線#とわだこ号(高速バス)を参照）。
- 1987年（昭和62年）
  - 8月1日 - 高速バス「あすなろ号」運行開始。
  - 8月 - 河南営業所と河南営業所都南庫を統合し、都南営業所に改編。
  - 9月16日 - 黒石野営業所を移転する形で、三ツ割字大平地区に松園営業所新設。
- 1988年（昭和63年）7月21日 - 高速バス「らくちん号」運行開始。
- 1989年（平成元年）
  - 9月21日 - 高速バス「アーバン号」運行開始。
  - 9月27日 - 高速バス「八盛号」運行開始。
- 1991年（平成3年） - 東和営業所を東和車庫に格下げ。
- 1995年（平成7年）10月1日 - 高速バス「けんじライナー」運行開始。「八盛号」運行より撤退。
- 1996年（平成8年）10月1日 - 盛岡地区にて岩手県北自動車との共通バスカードを導入。以後、段階的に利用地域を拡大する。
- 1999年（平成12年）
  - 4月 - 盛岡都心循環バス「でんでんむし」試験運行開始[22]。盛岡市が主導するコミュニティバスとして運行[22]。
- 2000年（平成12年）
  - このころより乗合バスの塗装色を順次、国際興業カラーに変更。
  - 4月 - 盛岡市のオムニバスタウン指定に伴い、盛岡市内初のゾーンバス事業計画を開始[22]。
  - 4月1日 - 盛岡都心循環バス「でんでんむし」本格運行開始[22]。
  - 12月1日 - 高速バス「江刺 - 仙台線」運行開始。
- 2001年（平成13年）
  - 4月 - 松園ゾーンバス試験運行開始[22]。
  - 7月23日 - 松園バスターミナル完成。
  - 9月1日 - 岩手観光バスを吸収合併。貸切専業の「新滝沢営業所」となる。
  - 12月21日 - 高速バス「大船渡 - 仙台線」運行開始。
- 2002年（平成14年）
  - 4月 - 滝沢営業所を新滝沢営業所に移転統合。貸切車の大半は他営業所に転属。
  - 10月 - 都南ゾーンバス試験運行開始[22]。これに伴い、県内初となる小型ノンステップバスを導入[22]。
- 2003年（平成15年）
  - 4月26日 - 高速バス「釜石 - 仙台線」運行開始。
  - 8月7日 - 「江刺 - 仙台線」、「けんじライナー」を早池峰バスへ移管。
  - 10月1日 - 本社と盛岡営業本部を統合。北上市から盛岡市に移転。
  - 10月 - 青山ゾーンバス試験運行開始[22]。
- 2004年（平成16年）4月1日 - 盛岡都市圏以外の営業所の業務一切を早池峰バスに委託。JRバス東北遠野線廃止に伴い、代替路線「陸前高田住田線」運行開始。「特急釜石盛岡線」を廃止。早坂高原線運行より撤退。
- 2005年（平成17年）12月1日 - 「あすなろ号」運行より撤退。
- 2006年（平成18年）
  - 4月1日 - 「特急大船渡 - 水沢線」を廃止。「とわだこ号」運行より撤退。
  - 7月7日 - 滝沢村（現滝沢市）からの委託を受け、岩手県北バスと共同で「巣子地域循環バス」の運行を開始。実証試験として約1 - 2年の期間運行となる予定だったが、利用率不振のため2007年3月31日をもって運行終了。
  - 9月12日 - イオン盛岡南ショッピングセンター（現イオンモール盛岡南）開業に伴い、イオン盛岡南SC線を新設。都南盛南線のイオン盛岡南ショッピングセンター乗り入れ開始。
- 2007年（平成19年）
  - 3月31日 - 早池峰バスへの管理委託を解消。
  - 4月2日 - 盛岡城下町線・盛岡城下町循環線の運行を開始（同年11月4日までの期間運行）。
  - 4月25日 - 高速バス「遠野・釜石号」運行開始。
  - 12月3日 - 「特急釜石盛岡線」運行開始。「急行盛岡大船渡線」の遠野経由を新設。
- 2008年（平成20年）
  - 4月14日 - 宮城営業所開設。
  - 7月1日 - 高速バス「平泉中尊寺号」（季節運行）運行開始。盛岡地区の時刻表を有料化（税込100円。盛岡地区各営業所および市内の案内所で販売）。
  - 10月1日 - 車両整備業務をアウトソーシング化[27]。
- 2010年（平成22年）3月31日 - 岩手県北バスとのバスカード共通乗車利用制度を終了。以降、発行事業者ごとでのみの利用となる。
- 2011年（平成23年）
  - 3月11日 - 東北地方太平洋沖地震（東日本大震災）による津波で、大船渡営業所と高田バスターミナルで車両が20台流失するなどの甚大な被害を受ける。
  - 10月1日 - これまで路線バスが乗り入れていなかった岩手飯岡駅・日詰駅にも新たに構内乗り入れ開始。これに伴い旧「日詰駅前」（紫波営業所）バス停を「紫波営業所」バス停に改称。
- 2013年（平成25年）3月2日 - JR大船度線BRT運行開始に伴い、JR東日本より運行業務を受託[28]。
- 2015年（平成27年）3月13日 - 当日の運行をもって「みちのく号」運行より撤退。
- 2017年（平成29年）4月1日 -　早池峰バスより全業務を移管され引き継ぎ。
- 2018年（平成30年）12月29日 - 大迫花巻線と大迫石鳥谷線を除く大迫地区全路線の廃止に伴い、大迫バスターミナル閉所[29][30]。
- 2019年（平成31年）2月1日 - BYD製電気バス「Big Green」1台を導入、矢巾営業所に配置し、同営業所管内の路線（イオンモール盛岡南線）でこの日より運行開始[31][32]。
- 2020年（令和2年）
  - 1月16日 - JR東日本などが開発している地域連携ICカードについて、2021年度に一部の路線バスへ導入することでJR東日本と同意したことを発表[33]。
  - 2月20日 - 電気バス「Big Green」を矢巾営業所に追加配置し、この日より、岩手医科大学附属病院に乗り入れる北高田線と岩手医大線でも運行開始[34][35]。
  - 4月1日 - 好摩直通線を岩手県北バスへ移管[36][37]。
- 2021年（令和3年）
  - 1月31日 - 「でんでんむし」におけるICカード「odeca」の取扱いを終了[38]。花巻空港線において磁気カードの取扱いを終了[38]。
  - 2月28日 - 雫石営業所管内の路線において磁気カードの取扱いを終了[38]。
  - 3月27日 - 「でんでんむし」、花巻空港線、雫石営業所管内において地域連携ICカード「Iwate Green Pass」を導入[39][38][40]。これにより「Suica」などの全国相互利用サービスに対応した交通系ICカードが利用可能となる[39][40]。
  - 4月1日 - 「でんでんむし」で初の値上げを実施[26]。
  - 7月21日 - 電気バス「Big Green」を導入しているイオンモール盛岡南線・南インター経由川久保線・北高田線、矢巾医大線において「Iwate Green Pass」を導入（一部便は前日の20日から導入）[41]。
  - 12月1日 - 高速バス「アーバン号」、「ヨーデル号」において「Iwate Green Pass」を導入（県交通バス運行分のみ使用可能、片道運賃のみ）[42]。
- 2022年（令和4年）
  - 1月13日 - 松園営業所管内において「Iwate Green Pass」を導入[43]。
  - 12月1日 - 滝沢営業所管内において「Iwate Green Pass」を導入[44]
  - 12月31日 - 雫石営業所を閉所[45]。
- 2023年（令和5年）
  - 2月1日 - 巣子車庫管内において「Iwate Green Pass」を導入[46]。
  - 3月1日 - 「でんでんむし」でバス停ナンバリングを導入[47]。
  - 3月6日 - 都南営業所管内において「Iwate Green Pass」を導入[48]。
  - 5月11日 - 矢巾営業所管内において「Iwate Green Pass」を導入[49][50]。
  - 7月4日 - 紫波営業所管内において「Iwate Green Pass」を導入[51]。
  - 11月27日 - 花巻営業所管内において「Iwate Green Pass」を導入[52]。
- 2024年（令和6年）
  - 1月19日 - 北上営業所管内において「Iwate Green Pass」を導入[53]。
  - 9月30日 - この日をもって盛岡地区の窓口での磁気カードの取扱いを終了した[54]。
  - 10月15日 - 盛岡地区の窓口においてIC定期券を販売開始した[55]。
  - 10月24日 - 一関営業所管内において「Iwate Green Pass」を導入[56]。サービス開始から当分は交通系ICカードのみの車両と、磁気カードのみの車両が混在する形となる。
  - 12月2日 - 胆江営業所管内において「Iwate Green Pass」を導入[57]。サービス開始から当分は交通系ICカードのみの車両と、磁気カードのみの車両が混在する形となる。
  - 12月30日 - この日をもって花巻駅前バス案内所での磁気カードの取扱いを終了した[58]。
  - 12月31日 - この日をもって北上営業所での磁気カードの取扱いを終了した[58]。
- 2025年（令和7年）
  - 1月28日 - 釜石営業所管内において「Iwate Green Pass」を導入[59]。サービス開始から当分は交通系ICカードのみの車両と、磁気カードのみの車両が混在する形となる。
  - 2月5日 - 大船渡営業所管内において「Iwate Green Pass」を導入[60]。サービス開始から当分は交通系ICカードのみの車両と、磁気カードのみの車両が混在する形となる。これにより遠野営業所管内の路線を除き「Iwate Green Pass」の導入が完了することになる。
  - 3月31日 - この日をもって盛岡地区の窓口での紙式定期券の取扱いを終了する予定である[61]。
  - 6月30日 - この日をもって一関、胆江営業所管内の窓口において磁気カードの取扱いを終了する予定である[62]。

## 営業所
※ ◎は地域連携ICカード「Iwate Green Pass」導入済またはかつて導入していた営業所。〇は一部路線に導入した営業所。△は導入予定。

### 盛岡地区
- 滝沢営業所（ヤマトオートワークス新滝沢整備工場併設）◎
  - 巣子車庫◎
- 松園営業所（高速バス盛岡東京線予約センター併設）◎
- 都南営業所◎
- 矢巾営業所（ヤマトオートワークス矢巾整備工場併設）◎
- 紫波営業所◎

### 花北地区
- 北上営業所（高速バスイーハトーブ号予約センター併設）◎
- 花巻営業所（旧花巻営業所→花巻バスターミナル、ヤマトオートワークス花巻車体工場併設）◎
- 遠野営業所（旧早池峰バス本社営業所）

遠野地区が早池峰バスへ移管されたことに伴い、同社の本社営業所となった。早池峰バスの営業エリア拡大に伴い、本社機能が北上駅東口〜江刺バスセンター構内と移転したが、のちに再度遠野に戻っていた。2017年4月1日をもって早池峰バスより全業務を移管され、「岩手県交通遠野営業所」として復活。

### 胆江地区
- 胆江営業所（ヤマトオートワークス胆江整備工場併設）◎

奥州市営バス、Zバスの運行業務を担当（平日のみ一部野口交通にて業務担当）。

### 一関地区
- 一関営業所◎
  - 千厩バスターミナル（旧千厩営業所）

### 沿岸地区
- 釜石営業所（高速バスけせんライナー・遠野釜石号予約センター併設、ヤマトオートワークス釜石整備工場併設）◎
  - 赤浜車庫

大槌町内ローカル路線の撤退により廃止。末期は釜石営業所の車庫として、大槌町内のローカル線や赤浜・浪板線の大槌側拠点として乗務員や常駐車が配置されていた。詰所は撤去されたものの車庫は残り、回転場として使用されていた。東日本大震災後は敷地の一部が仮設住宅として使用された一方、釜石（上大畑）- 赤浜・道の駅やまだ間の運行に伴い、釜石営業所の乗務員が現地出退勤する車庫として復活。現在、釜石営業所の車両4台が常駐する。
- 大船渡営業所◎
  - 高田支所（旧高田バスターミナル←高田営業所）

東日本大震災により高田バスターミナルが壊滅的な被害を受ける。その後大船渡線BRTの運行開始に伴い、運行業務の受託を主とした組織として復活。

### 岩手県外
- 宮城営業所（栗原市金成/貸切専業）

### 廃止営業所

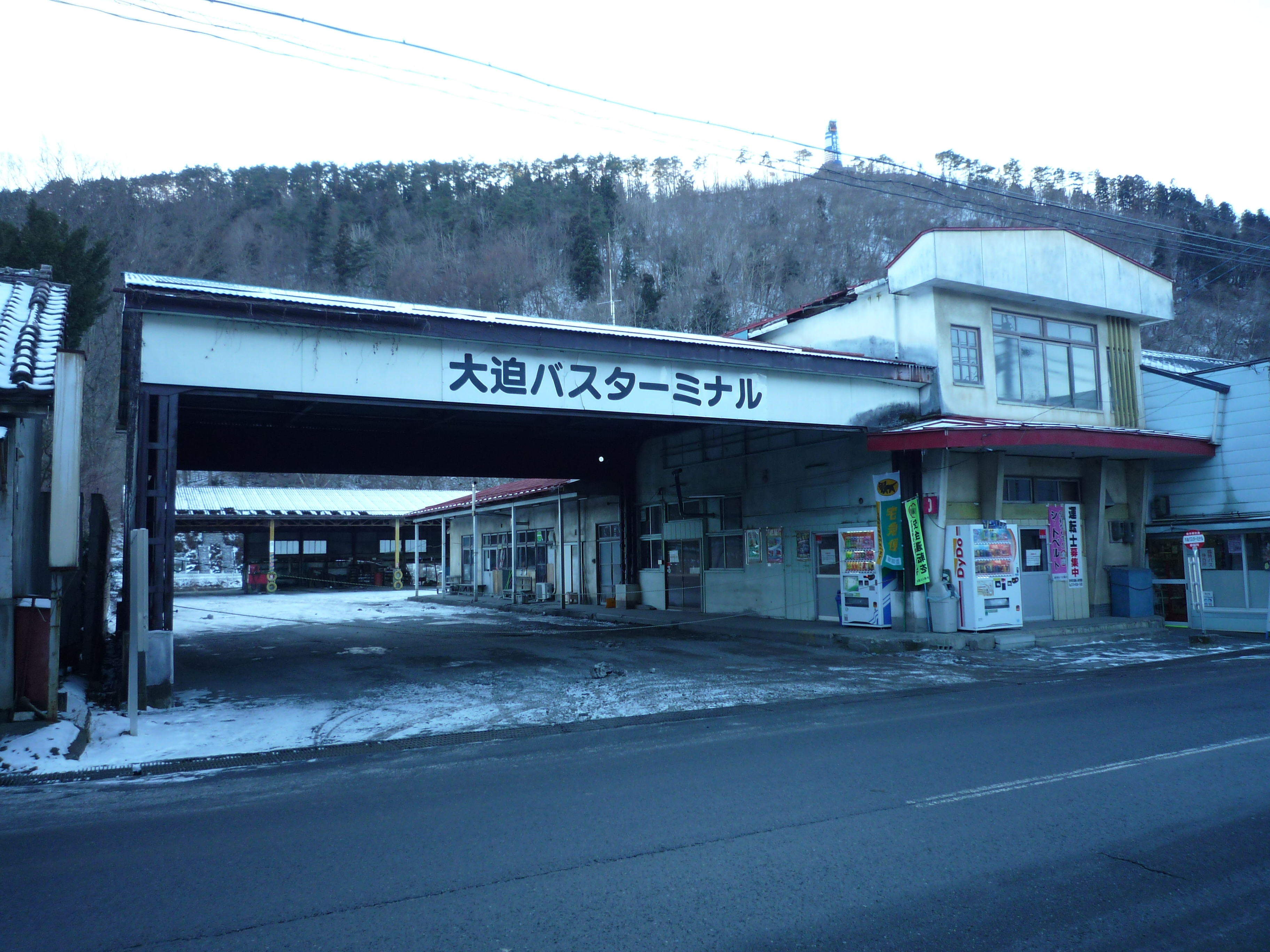
大迫バスターミナル

- 盛岡駅前営業所

機能を移転し矢巾営業所となった。
- 黒石野営業所

移転し松園営業所となった。
- 河南営業所

都南車庫（現：都南営業所）へ統合された。閉鎖後もしばらくは盛岡バスセンター・南大通2丁目発着便の待機場所として使用されていた。
- 東和営業所

東和町内ローカル路線の撤退により廃止。跡地はトラック部門（いわこう運輸）として使用されていたが、いわこう運輸も花巻バスターミナル構内へ移転後、トラック部門より撤退。現在も建屋はそのまま残っており、敷地の一部が民間整備工場として利用されているほか、花巻市営バスの旧土沢小学校前回転場として使用されている。
- 水沢営業所

江刺営業所とともに胆江営業所へ統合。統合後もしばらくは水沢車庫として使用され、水沢駅・胆沢病院発着便の待機場所や、一時的な保留車、他事業者からの移籍車の車両留置場所として使用されたが、2023年に跡地は第三者に売却された。
- 旧江刺営業所

水沢営業所とともに胆江営業所へ統合。跡地は江刺バスセンターとして利用されている。
- 大東営業所

大東町（現：一関市）内のローカル路線撤退により廃止。跡地は町へ売却され、町営住宅として使用されている。
- 新滝沢営業所

岩手観光バスを吸収合併した際に、同社の車庫をそのまま貸切専門の営業所に転用した。その後滝沢営業所が当地へ移転し、統合され廃止された。整備工場の名称「新滝沢整備工場」にその名残がある。現在は貸切車はほとんど残っておらず、矢巾営業所を中心に各営業所に分散配置された。
- 大迫営業所（大迫バスターミナル）

閉所当時は紫波営業所の管理下だった。大迫石鳥谷線は紫波営業所へ、大迫花巻線は花巻営業所へ、それぞれ移管された。2018年12月29日をもって廃止。
- 江刺営業所（江刺整備工場 → 旧早池峰バス江刺営業所）

設立当初は営業所に併設されていない整備工場だった。江刺・水沢両営業所の胆江営業所への移転統合に伴い、大規模整備工場が併設されたため2020年3月31日をもって廃止。
- 湯本バスターミナル（旧湯本営業所）

湯田地区の路線を管轄していた。2021年3月31日をもって廃止。
- 雫石営業所◎

雫石、小岩井、鶯宿方面の路線を管轄していた。2022年12月31日をもって廃止。所管路線は滝沢営業所と矢巾営業所へ移管された。

## 路線

### 高速バス

#### 現在の運行路線（夜行）

##### けせんライナー

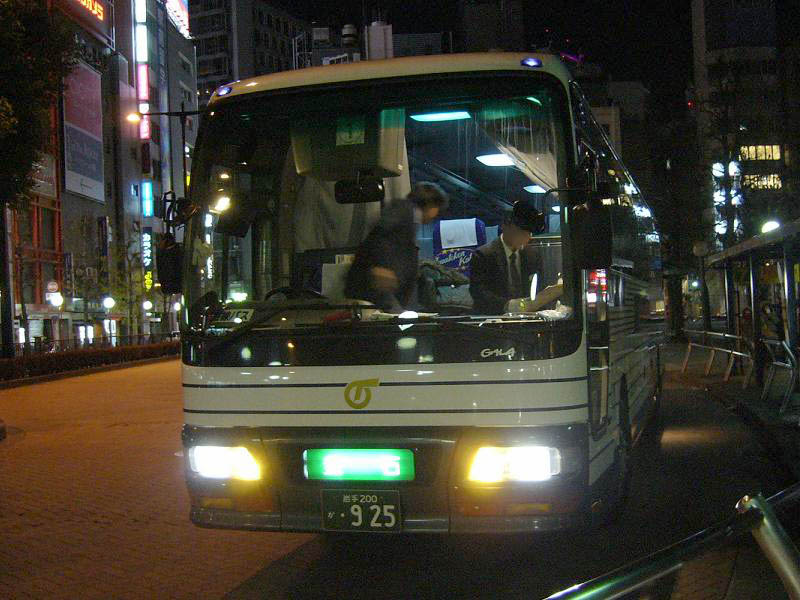
けせんライナー

1989年12月19日運行開始。当初は国際興業との共同運行を行っていたが、後に国際興業は運行を撤退し、予約・発券業務のみ継続している。よって、現在は岩手県交通の単独運行であるが、多客期に限り国際興業観光バスが増発対応している。全席指定制。2023年9月15日より大槌駅まで延伸。
車両は独立3列シートのハイデッカー車両（釜石営業所所属、いすゞ・ガーラ）を使用する。繁忙期は、一関営業所の貸切車両が増便として運行される場合もある。乗務員は大船渡営業所の担当で、大船渡営業所の乗務員が釜石営業所に出勤する形となる。
運行経路
大槌駅 - 釜石営業所 - 釜石駅前 - 上平田 - 唐丹駅前 - 盛（サンリアショッピングセンター前）- 陸前高田駅 - 気仙沼市役所前 - 千厩バスターミナル（乗務員交代のため10分停車）- 一関駅前 ⇔（一関IC - 東北道経由）⇔ 池袋駅西口
運行経路（東日本大震災前）
釜石営業所 - 釜石駅前 - 上平田 - 唐丹駅前 - 三陸町越喜来 - 盛 - 大船渡駅前 - 陸前高田（キャピタルホテル1000）- 気仙沼市役所前 - 千厩バスターミナル - 一関駅前 ⇔（一関IC - 東北道経由）⇔ 池袋駅西口
利用状況
| 年度               | 運行日数 | 運行便数 | 年間輸送人員 | 1日平均人員 | 1便平均人員 |
| 2002（平成14）年度 | 365      | 1,081    | 25,659       | 70.3        | 23.7        |
| 2003（平成15）年度 | 366      | 1,067    | 24,514       | 67.0        | 23.0        |
| 2004（平成16）年度 | 365      | 1,077    | 25,843       | 70.8        | 24.0        |
| 2005（平成17）年度 | 365      | 1,110    | 26,118       | 71.6        | 23.5        |
| 2006（平成18）年度 | 365      | 1,125    | 26,226       | 71.9        | 23.3        |
| 2007（平成19）年度 | 366      | 947      | 21,417       | 58.5        | 22.6        |

歴史
- 2007年（平成19年）4月25日 - 釜石 - 池袋間に夜行高速バス「遠野・釜石号」（遠野・花巻経由）が運行を開始し、釜石市内から池袋駅との間の夜行高速バスは実質2往復となった。しかしこの時点では、異なる系統で往復利用する場合には往復割引が適用されず、路線ごとの片道運賃が必要であった。
- 2011年（平成23年）3月11日 - 東北地方太平洋沖地震（東日本大震災）に伴う大津波により、気仙川の河口付近を渡る国道45号気仙大橋やその北側に架かる姉歯橋が流失したため気仙沼 - 陸前高田間の道路通行が途絶。この日以降、2012年3月31日出発便までは、以下のような体制で運行した。
  - 同年4月8日発の上り便（下り便は翌4月9日）より、池袋駅 - 一関駅前 - 千厩バスターミナル - 気仙沼駅前の区間を、4列シート、トイレなしの車両で運行。
  - 同年6月1日発の上り便（下り便は翌6月2日）より、池袋駅 - 陸前高田（サンビレッジ高田）- 盛・サンリアショッピングセンター前 - 三陸町越喜来 - 唐丹駅前 - 上平田 - 釜石駅前 - 釜石営業所の区間を運行。上記池袋 - 気仙沼間の系統と合わせ、2便体制で運行。
  - 同年12月1日発より、冬期の安全運転確保のため、陸前高田の停留所をサンビレッジ高田から陸前高田市役所仮庁舎に移設。また、同日出発便より「遠野・釜石号」との併用往復割引が適用となる。併用往復割引は釜石営業所・釜石駅前・上平田・唐丹駅前（けせんライナー）、釜石中央（遠野・釜石号）と都内との間に適用。
- 2012年（平成24年）4月1日 - 気仙沼の停留所を気仙沼駅前から気仙沼市役所前に変更。
- 2019年（令和元年）6月1日 - カレンダー制運賃（5段階）を導入。これにより往復割引を廃止[67]。
- 2020年（令和2年）
  - 4月1日 - 陸前高田駅に乗り入れ開始。これに伴い陸前高田市役所前の停車を廃止[68]。
  - 4月7日 - 新型コロナウイルスの影響により運休[69]。同年6月11日の上り釜石発（下り池袋発は翌6月12日）より運行を再開[70]。
- 2022年（令和4年）3月18日 - この日から4月11日まで、週末に限って運行再開。国際興業と共同運行。
- 2023年（令和5年）9月15日 - 大槌駅まで延伸。

##### ドリーム盛岡 (らくちん) 号 （盛岡 - 東京線）
国際興業、JRバス東北と共同運行。

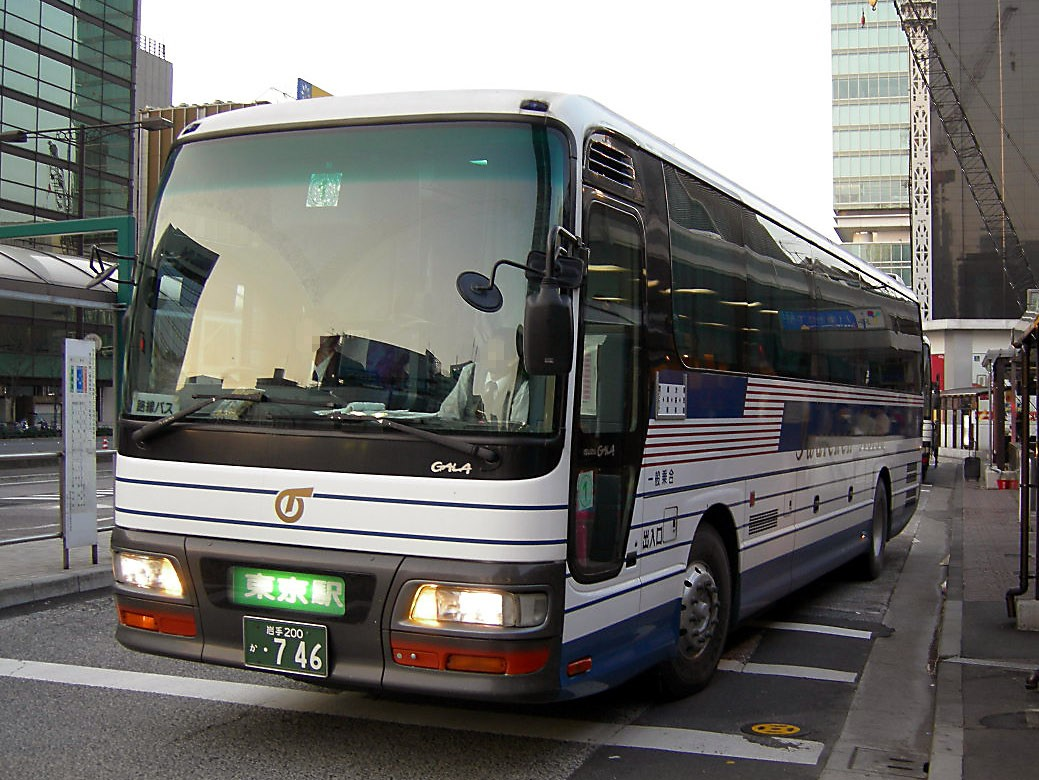
らくちん号

- 2022（令和4年）3月17日から4月18日まで、毎日運行再開。国際興業と共同運行。

#### 現在の運行路線（昼行）
- アーバン号（盛岡 - 仙台線 / 宮城交通、東日本急行、岩手県北バス、JRバス東北と共同運行）
- ヨーデル号（盛岡 - 弘前線 / 岩手県北バス、弘南バスと共同運行）
- 盛岡 - 花巻空港線（花巻空港発着の各便に接続）

かつてはいわて銀河鉄道線（青山 - 目時間の各駅発着）、岩手県北バス「106急行バス」（宮古駅前発着）・同「久慈こはく号」（久慈駅前発着）の乗車券とセットになった割引乗車券があったが、現在は販売を終了している。詳細は岩手県交通矢巾営業所#花巻空港線を参照。
- けんじライナー（花巻・北上 - 仙台線）
- 釜石 - 仙台線（宮城交通と共同運行）

#### 撤退した高速バス路線

##### Hassey E
ここでは岩手県交通（岩手県北バス・JRバス東北・南部バスと共同運行）運行当時のものを掲載する。
運行経路
盛岡バスセンター - 内丸（現：県庁・市役所前）- 盛岡駅 ⇔ 浄法寺インター - 馬場 - 八日町（八戸行での降車のみ）/十一日町（盛岡行での乗車のみ）- 小中野バスセンター
歴史
- 1989年（平成元年）9月27日 - 旧・南部バス、岩手県北バス、JRバス東北、岩手県交通の4社共同運行で運行開始。1日4往復[71]。運行区間は八戸小中野バスセンター - 盛岡バスセンター間 (135.0 km)[71]。盛岡駅の乗り場は駅舎からやや離れた「盛岡駅（松月堂前）」のりばであった（現存せず）。
- 1990年（平成2年）- 浄法寺インター、内丸（県庁・市役所前）にバス停を新設。
- 1995年（平成7年）10月1日 - 岩手県交通とJRバス東北が撤退。岩手県北バス、旧・南部バスの2社共同運行となり、1日2往復に減便。

#### 廃止された高速バス路線

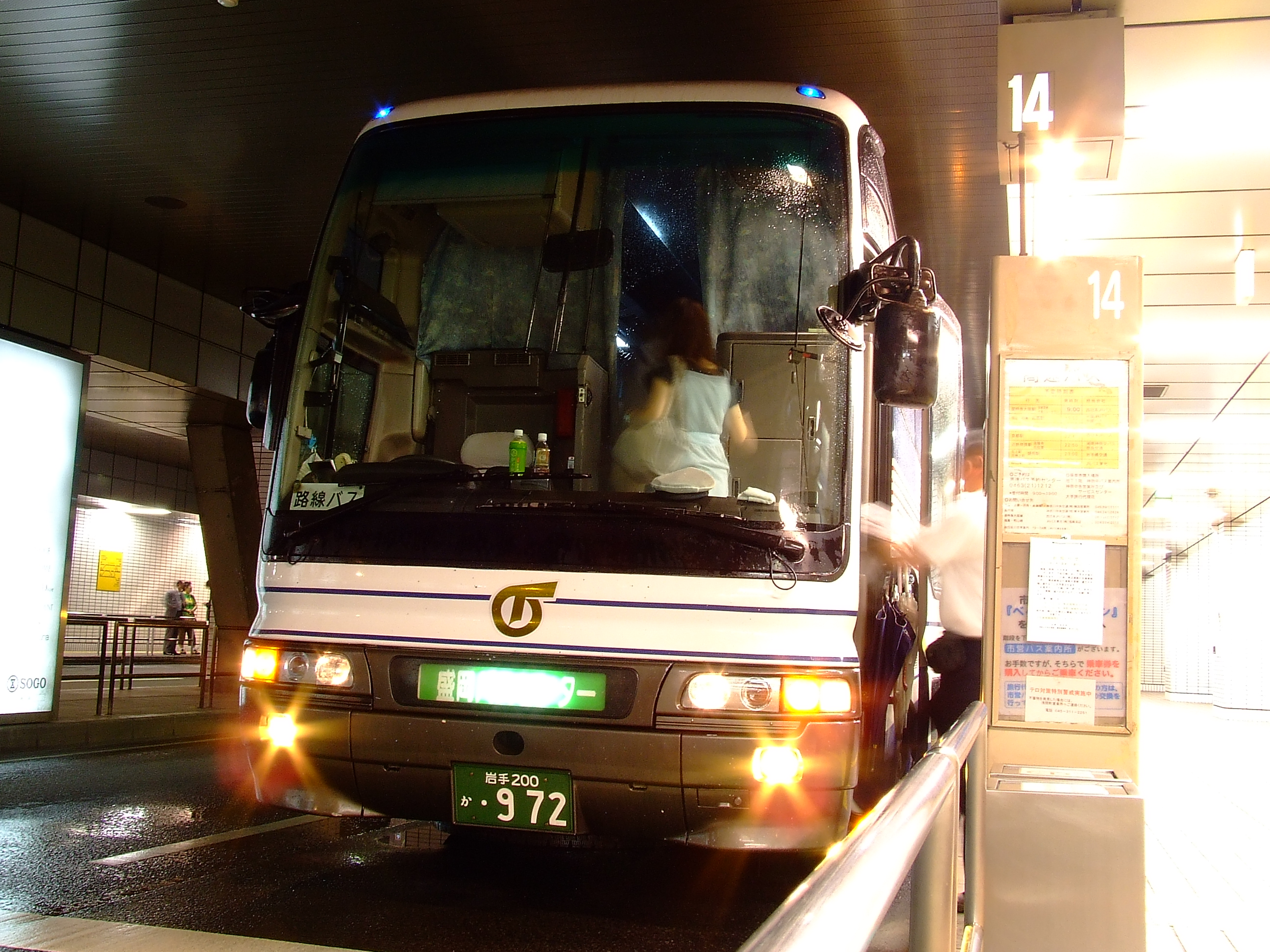
盛岡 - 横浜線の車両（神奈中/湘南神奈交バスからの譲渡車）

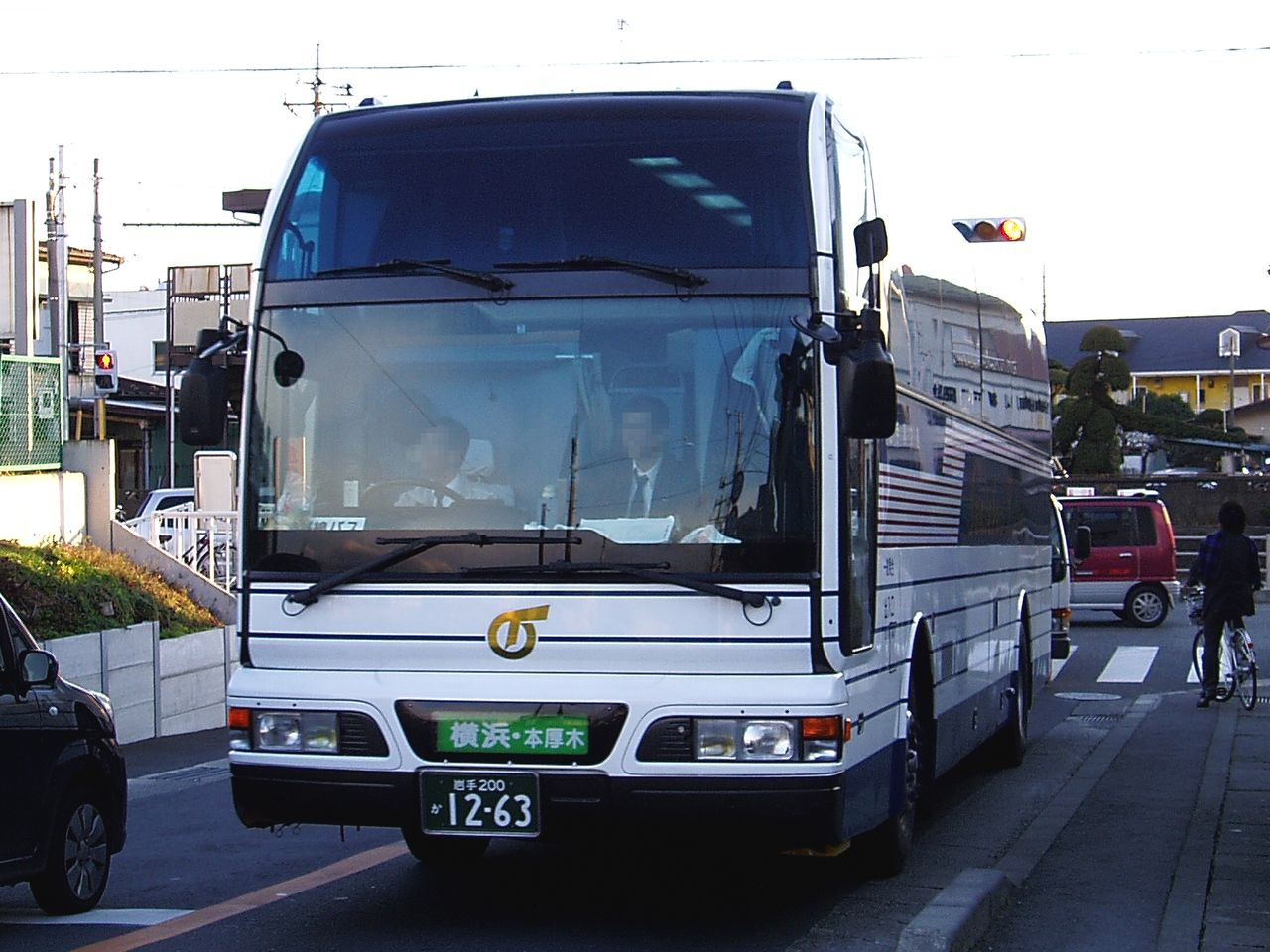
盛岡 - 横浜線の車両（西武バスからの譲渡車）

##### 盛岡 - 横浜線
鉄道では直行便がない岩手県と神奈川県を結ぶ路線であった。全席指定制で、学生割引運賃設定あり。当初は岩手県交通とJRバス東北の2社が参入を希望したが、その後両社間の調整で、別路線への参入を条件にJRバス東北は本路線への参入を見送ることになった。検討段階から交通ジャーナリストの鈴木文彦が市場調査などで直接的に関わっており、開業初日の盛岡でのテープカットには鈴木も招待されていた。
運行開始当初は神奈川中央交通（神奈中）と共同運行を行っていた。神奈中の夜行高速バスでは初めて本厚木駅発着となった路線で、その後神奈中の他の夜行高速バスも本厚木を停車地に追加した。2003年4月1日に神奈中より湘南神奈交バスに運行を移管されたが、2005年11月30日をもって撤退。以降は岩手県交通の単独運行となり、神奈中は予約・発券業務のみ受託していた。
2016年3月31日発の運行をもって廃止。
運行経路
盛岡バスセンター（5番乗り場）- 盛岡駅（東口14番乗り場）- 都南バスターミナル - 花巻駅前 - 花巻上町 - 総合福祉センター前 - 北上駅前（西口）⇔ 横浜駅東口 - 町田バスセンター - 本厚木駅
使用車両
独立3列シートでトイレ付きのスーパーハイデッカーが充当され、運行開始当初の岩手県交通はいすゞ・スーパークルーザーを使用していた。当時の岩手県交通の夜行高速バス車両は、らくちん号（現：ドリーム盛岡 (らくちん) 号）に使用されていた車両が乗客定員27名となっており、本路線のために乗客定員29名とした車両が専用車として運行されていた。
2005年の湘南神奈交バス撤退に際しては、当時同社で使用されていた三菱ふそう・エアロクィーンIが岩手県交通に譲渡され、塗装変更の上本路線で使用されていた。この譲渡車は2006年に北上営業所へ転属している。その後は西武バスから譲渡された日産ディーゼル・スペースウイング（富士重工7Sボディ）や、近江鉄道から譲渡されたUDトラックス（旧・日産ディーゼル）・スペースウイング（西日本車体工業02MCボディ）なども使用した。運用上の都合によりいすゞ・スーパークルーザーが充当される場合もあった。
利用状況
| 年度               | 運行日数 | 運行便数 | 年間輸送人員 | 1日平均人員 | 1便平均人員 |
| 2002（平成14）年度 | 364      | 727      | 12,129       | 33.3        | 16.7        |
| 2003（平成15）年度 | 366      | 732      | 12,146       | 33.2        | 16.6        |
| 2004（平成16）年度 | 365      | 729      | 11,828       | 32.4        | 16.2        |
| 2005（平成17）年度 | 365      | 729      | 11,931       | 32.7        | 16.4        |
| 2006（平成18）年度 | 365      | 730      | 12,018       | 32.9        | 16.5        |
| 2007（平成19）年度 | 366      | 739      | 11,735       | 32.1        | 15.9        |

##### 遠野・釜石号（大槌 - 池袋線）
岩手県下閉伊郡山田町から上閉伊郡大槌町・花巻市・遠野市・釜石市を経由して東京都豊島区との間を結んでいた。1日1往復。車両・乗務員ともに釜石営業所担当。国際興業（志村営業所担当）との共同運行。2016年7月11日より運賃体系が変更され、カレンダー運賃となった。2017年4月4日出発便より週末などのみの運行となり、2020年4月より新型コロナウイルスの影響による運休を経て2024年3月で廃止された。
運行経路
道の駅やまだ（当時） - 吉里吉里一丁目 - 大槌バイパス（ローソン前）- 釜石中央 - 釜石駅前 - 釜石営業所 - 遠野駅前 - 道の駅遠野風の丘 - 道の駅とうわ - 新花巻駅前 - 花巻駅前 ⇔（東北道経由）⇔ 浦和美園駅 - 上野駅 - 秋葉原駅 - 池袋駅西口
歴史
- 2007年（平成19年）
  - 4月25日 - 岩手県交通の単独運行で運行開始。国際興業は東京側の予約・発券および運行支援業務を担当。
  - 7月1日 - 国際興業が運行に参入し、共同運行化。
- 2011年（平成23年）12月1日 - この日の出発便より山田町（当時の「道の駅やまだ」。現在の「産直ひろばふれあいパーク山田」）まで経路を延伸。「けせんライナー」との併用往復割引の取り扱いを開始。
- 2013年（平成25年）12月1日 - 道の駅みやもりバス停を廃止。
- 2015年（平成27年）6月1日 - この日の出発便から浦和美園駅への乗り入れを開始[75]。
- 2016年（平成28年）7月11日 - この日の出発便から花巻駅への乗り入れを開始。同時にカレンダー運賃を導入し、往復割引・学割・団体を廃止[76][77]。
- 2017年（平成29年）4月4日 - この日の出発便から週末のみの運行となる[78]。
- 2019年（令和元年）6月1日 - 運賃改定。カレンダー制運賃を4段階から5段階に変更[67]。
- 2020年（令和2年）4月9日 - 新型コロナウイルスの影響により、この日より同年5月6日まで運休[69]。
- 2024年（令和6年）3月31日 - 路線廃止[79]。

車両
いすゞ・ガーラ（2代目）3列独立シート車両（1号車のみ）
利用状況
| 年度               | 運行日数 | 運行便数 | 年間輸送人員 | 1日平均人員 | 1便平均人員 |
| 2007（平成19）年度 | 342      | 732      | 10,838       | 31.7        | 14.8        |

##### 特急おばこ号（北上駅 - 湯沢線）
1997年（平成9年）7月24日運行開始。

##### 一関仙台泉プレミアム・アウトレット線
2009年度は4月18日 - 11月30日まで夏季運行、12月5日 - 2010年3月28日まで冬季運行。

##### 平泉中尊寺号（平泉 - 仙台線）
東日本急行と共同運行。期間限定運行で、2011年度以降は運行協力のみ。

##### 一関 - 仙台線
期間限定運行で、2011年度以降は運行なし。

##### 花盛号
期間限定運行で、2011年度以降は運行なし。

##### 盛岡・十和田湖号
期間限定運行で、2012年度は9月14日 - 11月4日運行。

##### 盛岡 - 平泉線
期間限定運行で、2012年度は4月1日 - 11月4日運行。

##### 水沢・金ケ崎・北上 - 仙台線
2023年5月1日に運行開始したが、同年11月5日の運行をもって廃止された。

#### 長期間運休中の高速・長距離バス路線

##### イーハトーブ号
全席指定制。運行開始当初は国際興業との共同運行を行っていたが、後に国際興業は運行を撤退し、現在は予約・発券業務のみ継続している。よって、現在は岩手県交通の単独運行である。2018年9月24日より週末のみ運行。車両・乗務員は北上営業所が担当。車両は独立3列シートのハイデッカー車両（いすゞ・ガーラ）が使用されるが、繁忙期には増便として北上営業所所属の貸切車両が充当されることもある。
運行経路
紫波中央駅前 - 石鳥谷上町 - 本舘 - 花巻駅前 - 北上駅（西口）- 金ヶ崎本町 - 水沢駅前 - 前沢三日町 - 平泉駅前 - 岩手病院前（イオン一関店前）⇔（一関IC - 東北道経由）⇔ 大宮駅東口 - 川口駅東口 - 赤羽駅東口 - 池袋駅西口
歴史
- 1990年（平成2年）12月26日 - 岩手県交通花巻営業所から国際興業池袋営業所との間で運行開始[83][84]。夜行便1往復で、所要時間は9時間[83]。
- 2004年（平成16年）12月13日 - 岩手県側の起終点が石鳥谷上町から紫波中央駅前に変更[85]。
- 2011年（平成23年）7月15日 - この日の出発便より、「中尊寺」・「岩手病院前（イオン一関店前）」に停車[86]。
- 2012年（平成24年）3月1日 - この日の出発便より、平泉町内の停車箇所を「中尊寺」から「平泉駅前」に変更[87]。
- 2018年（平成30年）9月24日 - この日より週末運行となる[84][88]。
- 2020年（令和2年）4月9日 - 新型コロナウイルスの影響により、この日より上り池袋行が同年5月5日まで（下り紫波行は翌4月10日から5月6日まで）運休[69]。

利用状況
| 年度               | 運行日数 | 運行便数 | 年間輸送人員 | 1日平均人員 | 1便平均人員 |
| 2002（平成14）年度 | 365      | 894      | 18,805       | 51.5        | 21.0        |
| 2003（平成15）年度 | 366      | 833      | 18,434       | 50.4        | 22.1        |
| 2004（平成16）年度 | 365      | 835      | 18,131       | 49.7        | 21.7        |
| 2005（平成17）年度 | 365      | 838      | 18,083       | 49.5        | 21.6        |
| 2006（平成18）年度 | 365      | 845      | 18,322       | 50.2        | 21.7        |
| 2007（平成19）年度 | 366      | 859      | 17,715       | 48.4        | 20.6        |

##### その他
- 江刺 - 仙台線（JRバス東北と共同運行）

2021年（令和3年）1月12日より運休中。
- 大船渡 - 仙台線（宮城交通と共同運行）

2020年（令和2年）8月31日より、岩手県交通便が運休中。
- 千厩 - 盛岡線

2020年（令和2年）3月20日より運休中。

### 長距離路線
- 盛岡・遠野・住田・大船渡線
- 盛岡・遠野・釜石・大槌線（路線名に遠野とあるが「道の駅遠野風の丘」から乗り継ぎなし）
- 一関大船渡線
- 一関気仙沼線（平日のみ運行）
- 須川温泉線（季節運行）
- 小岩井農場線（平日のみ運行）
- 小岩井観光線（平日のみ運行）

### 一般路線
路線の詳細については各営業所の記事を参照。

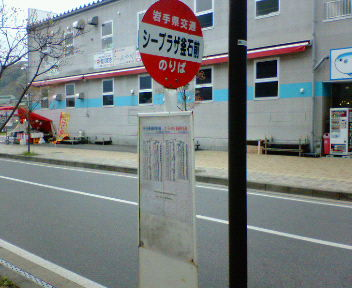
丸形バス停ポール（シープラザ釜石前にて）

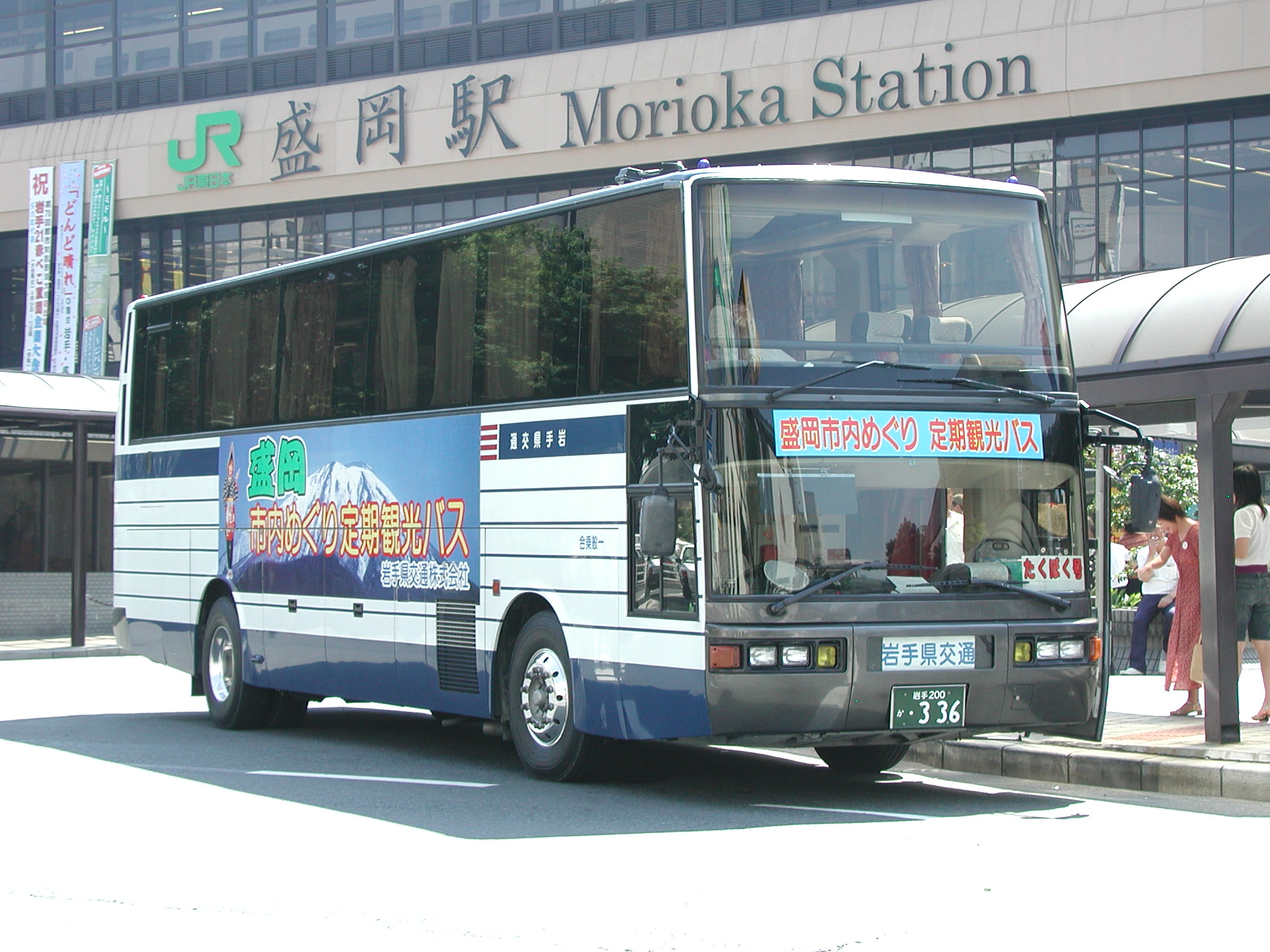
盛岡市内めぐり定期観光バス（盛岡駅東口にて）

一部を除きバス停に接近表示装置が取り付けられている（バスロケーションシステム）。パソコン・携帯電話でも確認可。

### 深夜バス【全路線廃止】
2021年4月にはすべての路線が長期運休となり、2024年3月31日をもって廃止となった。
運賃は一部路線を除き、他社の深夜バスで一般的な倍額運賃ではなく割増運賃制であった。なお、フリー乗車券は使用できなかった。また、2010年10月1日からは定期券適用路線・区間において、定期券所持者は差額の支払いが不要になったと同時に、運賃の改定を行った。
2008年12月1日発車便より、一部の停留所において降車専用区間が設定された。

#### 過去に運行されていた路線
- 北上深夜線 - 2011年4月廃止。
- 日詰深夜線 - 2017年10月廃止。

以下は2024年3月31日廃止。
- 松園深夜線

2020年4月金曜日運行便長期運休。
- 滝沢深夜線

2020年4月金曜日運行便長期運休。
- 矢巾深夜線

2020年4月27日長期運休。
- 厨川深夜線

2020年4月27日長期運休。

### スキーバス【運休中】
冬期限定運行。
- 盛岡 - 雫石スキー場線（盛岡駅西口 - 雫石スキー場）

### 早池峰登山バス
夏季限定運行。
- 岳駐車場 - 盛岡駅

### コミュニティバス

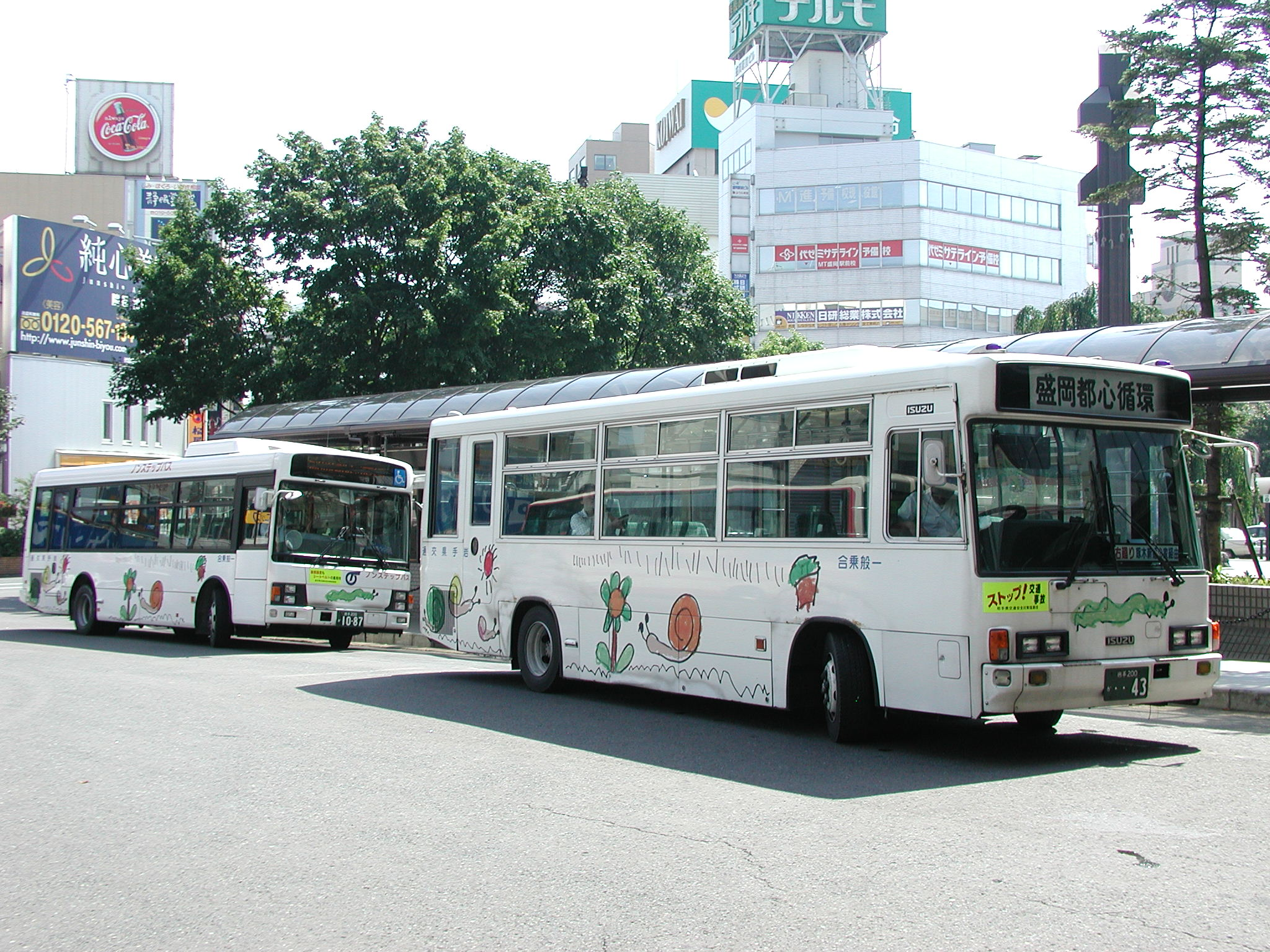
盛岡都心循環バス「でんでんむし」

- 盛岡都心循環バス「でんでんむし」[22]

## 車両

### 概説
合併当初は、各社からの引き継ぎ車ではいすゞ自動車製の車両の他にも日野自動車製や三菱ふそう製もあったが、新車導入は国際興業グループ入り以前からいすゞ自動車製が中心で、大型路線車はいすゞ・BU04などであった。
1980年にいすゞ・K-CLM500、いすゞ・K-CLA500（それぞれ2台、14台）を導入して以来、大型路線車は原則として中古導入となっていた。国際興業グループ入りした1986年以降は、車両は基本的には親会社の国際興業バスと同じいすゞ自動車製であり、中でも路線バス車両の大半は国際興業からの移籍車であった。日野製や三菱ふそう製の車両は経年により淘汰された。
中型・小型車を中心に自社発注車も多く存在する。この中にはゾーンバス導入時に県内初の小型ノンステップバスとして導入された三菱ふそう・エアロミディMEもある。特徴的な車両としては、いすゞ・エルフ（5代目）をベースに開発され西日本車体工業製の「プレビス」車体を架装した小型低床車（マイクロバス）のジャーニーEがある。
電気バスには「Big Green」の愛称が付けられており、これは岩手県交通の登録商標である。
2011年6月より、東京都交通局より東日本大震災の復興支援活動として、都営バスの路線バス車両20台が無償譲渡された。この無償譲渡により、県交通としても岩手県としても初となる大型ノンステップバスが登場した。これらの車両は、当初は都営バスの塗装のまま社名を書き換えるだけで使用していたが、のちに国際興業新カラーへ塗装変更された。無償譲渡された車両のうち、「でんでんむし」用の車両は「でんでんむし」カラーや「いわてデスティネーションキャンペーン」カラーに塗り替えている。
2011年以降は、首都圏の各事業者などからノンステップバスの移籍も開始された。おもな移籍元は、西武バス・京急バス・都営バス・神奈中バス・立川バス・横浜市営バス・川崎市バス・阪急バス・神鉄バス・関東バス・小田急バスなどであるが、近年では、京急バス・神奈中バス・都営バスがメインとなってきている。また、2019年には東武バス、2021年には名鉄バスや大阪市営バスからの移籍車も登場している。
整備部門をヤマト運輸と提携した上でヤマトオートワークス岩手として分離したため、車両メーカーを統一する必然性が薄れたこともあり、近年はいすゞ車以外の車種も移籍している。この中には岩手中央バス・岩手県南バス・花巻バスで導入実績がなかった日産ディーゼル（現・UDトラックス）車も含まれており、現在では国内4メーカーの車両を使用している。近年では、いすゞ・日野・三菱ふそうの導入がほとんどである。また、ボンネットバス「弁慶号」（日野・BH15）が1台在籍していたが、現在は廃車となっている。
上述の通り、大型路線車では新車の導入が長年途絶えていたが、2014年2月に34年ぶりとなる大型路線用の新車（いすゞ・エルガワンステップバス）が導入された。
バスのカラーリングについては、県交通発足の翌年に制定された路線バス標準色は、車体上半分は白で下半分は銀色のベースに青のラインが入るものであったが、2000年にオムニバスタウンに対応した施策が開始されたころから、徐々に路線バス車両のカラーリングは国際興業バスと同様のものになり、以降は国際興業バス新カラーも登場した。2016年には岩手県交通路線バス標準色が再び登場したが、この車両は以前とは異なり全体を銀色ベースに青のラインが入るものとなっている。2020年には国際興業バス新カラーと岩手県交通標準色を合わせた新塗色の車両が登場し現在に至る。
路線バス車両の方向幕については、全車前面・側面の方向幕を使用しているが、後部方向幕は使用していない車両も一部ある。また、貸切格下げ車については前面方向幕と側面サボを使用しており、スイングドアに側面サボを装着している車両も存在する。かつて在籍していたモノコック車は後部方向幕を使用していなかったほか、花北・県南・沿岸地区のバス車両はは合併前から側面方向幕を使用していたのに対して、盛岡地区の路線バス車両は1990年代前半まで岩手中央バスの流れで側面方向幕を使用せず、側面の行先表示は側面サボで表示していた。ただしいすゞ・BU04など、車両によっては前面幕でも系統表示は使用していなかった。ワンマン機器も、以前は岩手中央バス・花巻バス・岩手県南バスからの流れで、合併前の各社のエリアによって異なっていたが、現在は各地域とも統一されている。
貸切・高速車両については、ほぼ全車両が国際興業グループ観光バス色に統一されている。また、高速バス車両でも移籍車が存在するが、これらについても三菱ふそう・エアロバス、日野・セレガ、日産ディーゼル・スペースウイングなど、いすゞ車以外の車種も転入してきている。近年では、京浜急行バス、淡路交通、神奈中からの移籍車が多い。
ドライブレコーダーは、まず2012年度に205台のバス車両に設置し、残りの車両も2013年度中に設置されている。2014年には夜行高速バス14台全車に衝突防止補助システムを装着した。
2014年11月17日からはご当地ナンバーである盛岡ナンバー・平泉ナンバーの導入に伴い、滝沢営業所・巣子車庫・松園営業所・都南営業所・矢巾営業所・紫波営業所への新車、他事業者からの譲受車、他営業所からの転入車は盛岡ナンバーで、胆江営業所・一関営業所・千厩バスターミナルへの新車、他事業者からの譲受車、他営業所からの転入車は平泉ナンバーでそれぞれ導入される。なお、雫石営業所・花北地区の各営業所・沿岸地区の各営業所への新車、他事業者からの譲受車、他営業所からの転入車は従来通り岩手ナンバーでの導入となる。
2022年4月30日時点の保有車両数は計443両で、内訳は乗合車両412、貸切大型28、貸切小中型3。2021年7月時点の会社概要では473両と記載されていたが、その後盛岡地区や高速路線車を中心に減車が行われた。

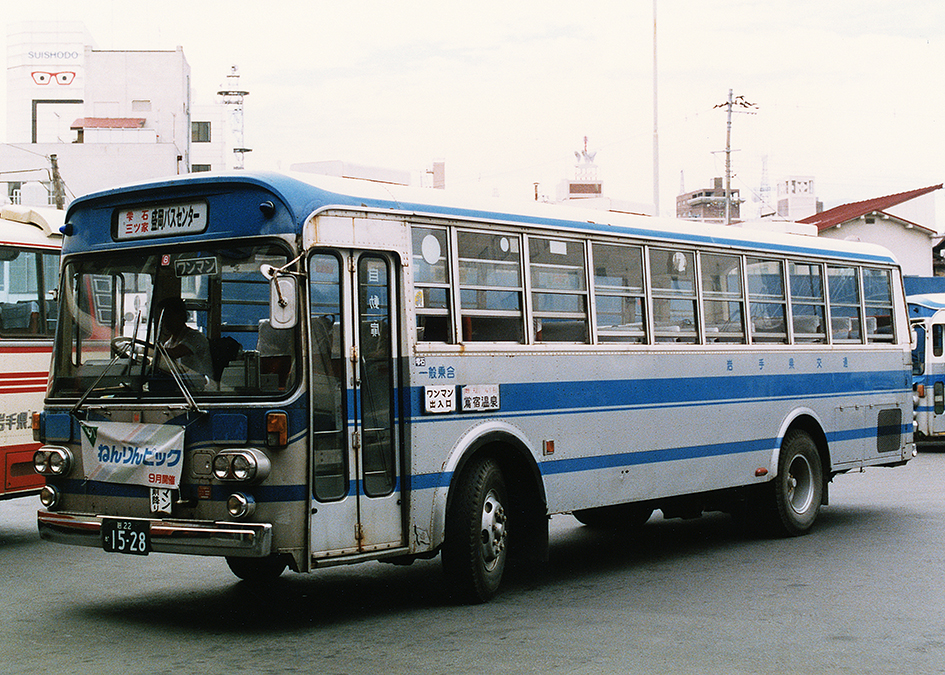
青と銀を基調とした旧塗色
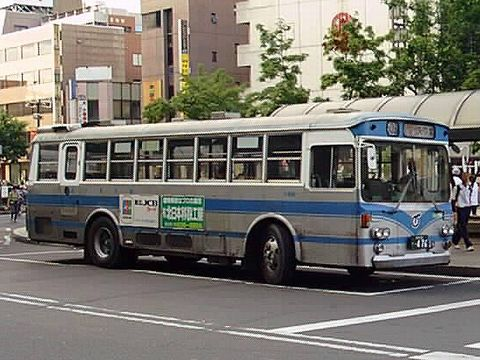
青と銀を基調とした旧塗色。国際興業から合計225台が移籍したいすゞ・BU04（盛岡駅東口にて）
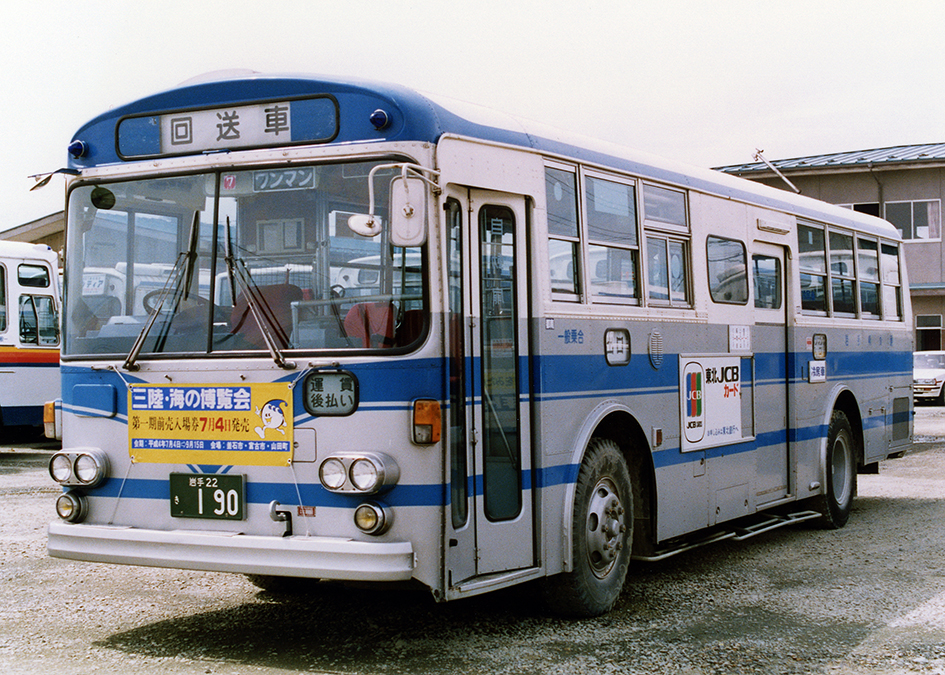
青と銀を基調とした旧塗色。神奈中から移籍したいすゞ・K-CJM500（北村）
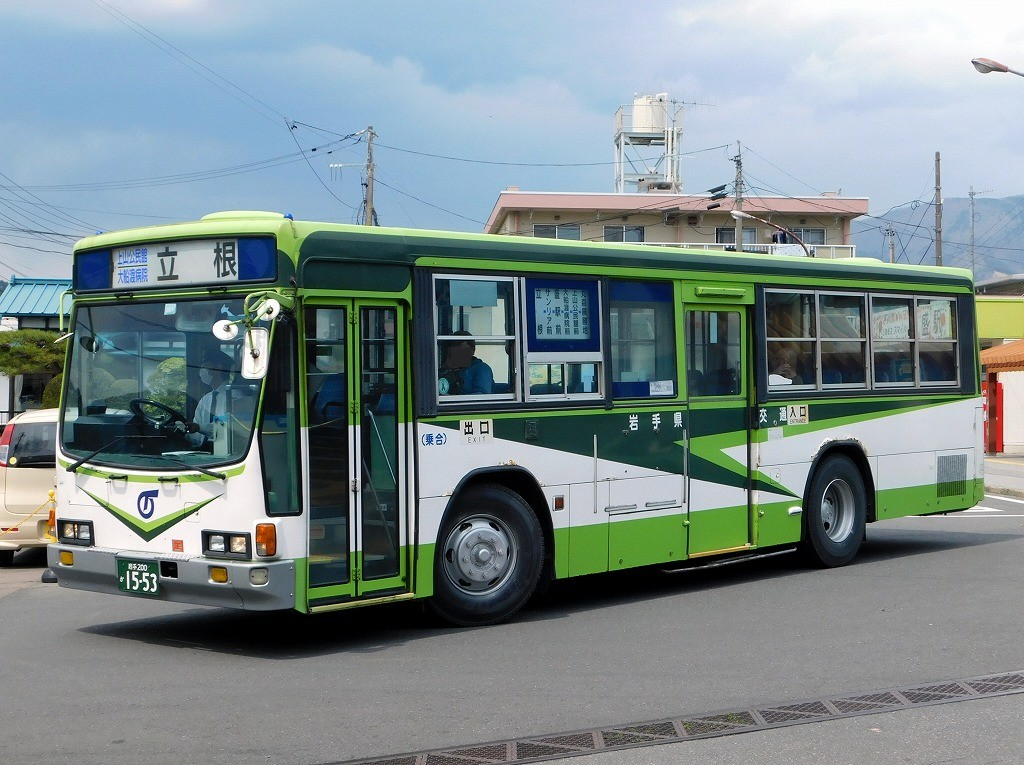
大型車・国際興業グループ一般路線新塗色（盛駅前にて）
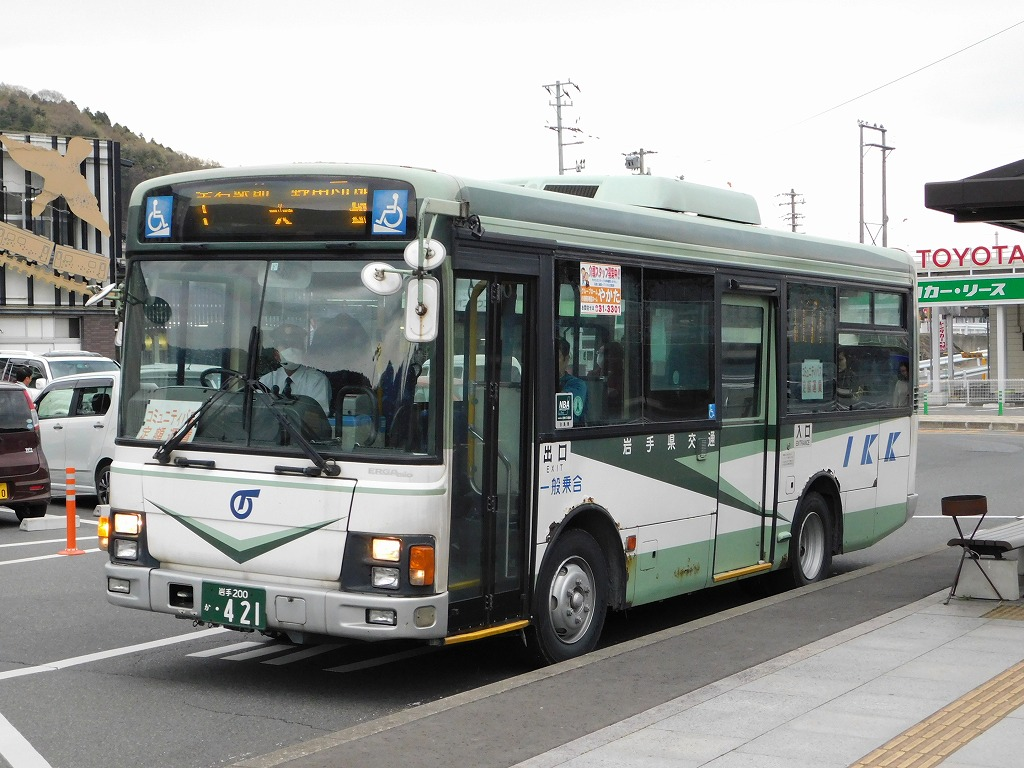
「IKK」表記の国際興業グループ一般路線塗色（釜石駅前にて）
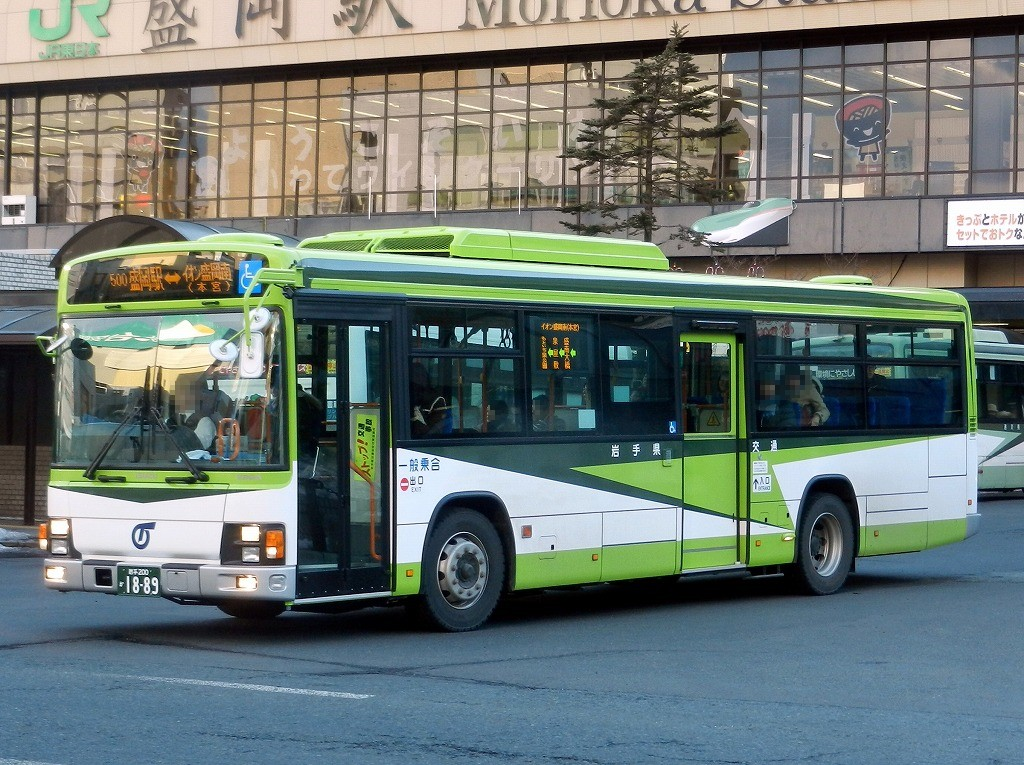
2014年に久しぶりに導入された大型路線用新車いすゞ・エルガ（盛岡駅東口にて）
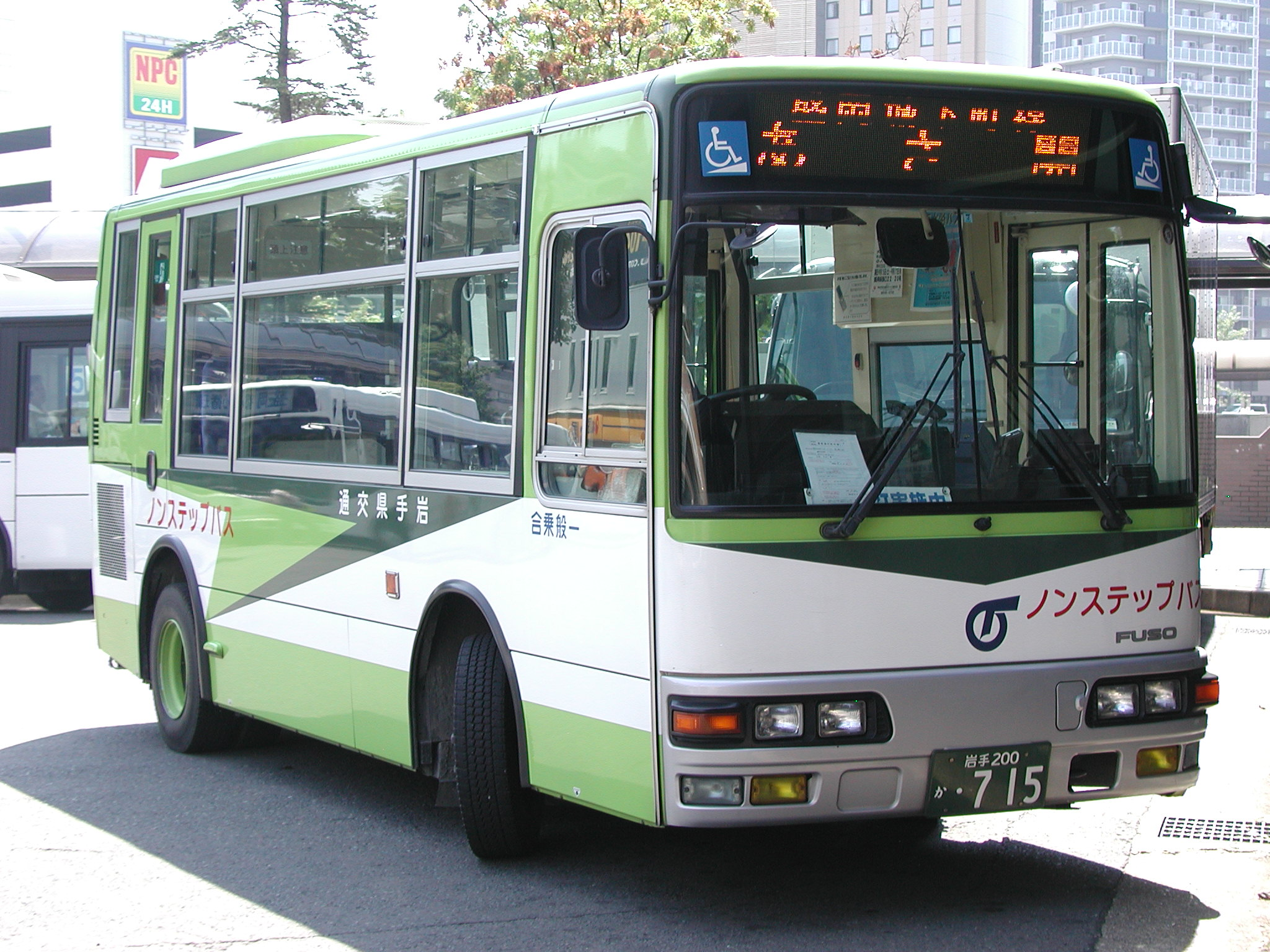
小型路線車両（盛岡駅東口にて）
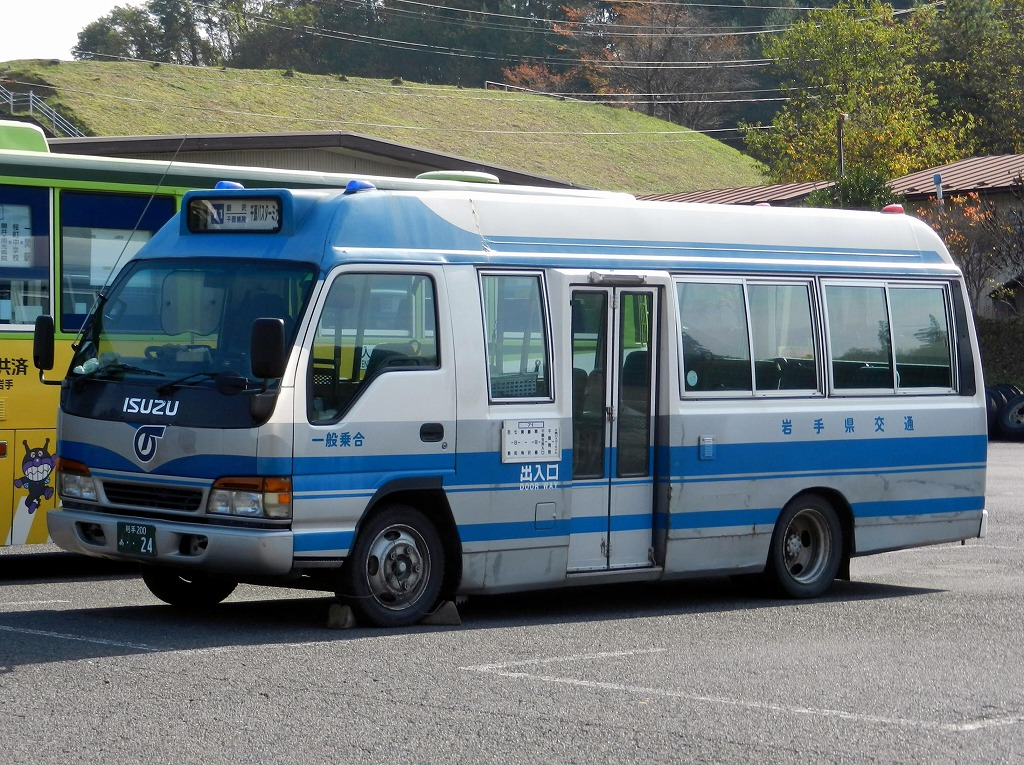
マイクロバスのいすゞ・ジャーニーE（千厩バスターミナルにて）
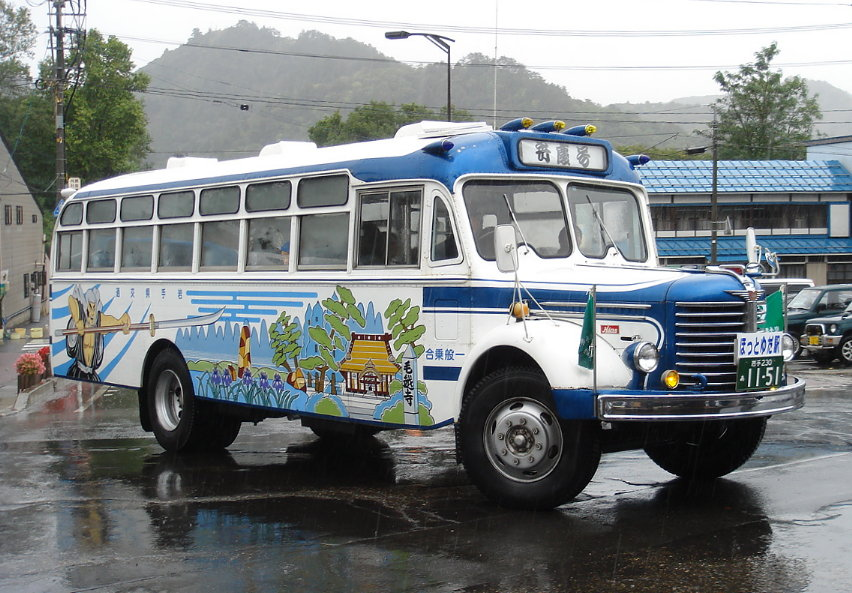
ボンネットバス「弁慶号」（ほっとゆだ駅前にて）
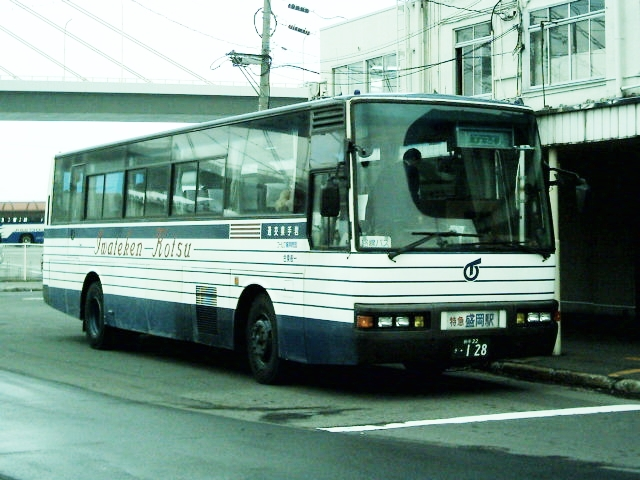
自社発注の高速車の例（青森駅前にて）
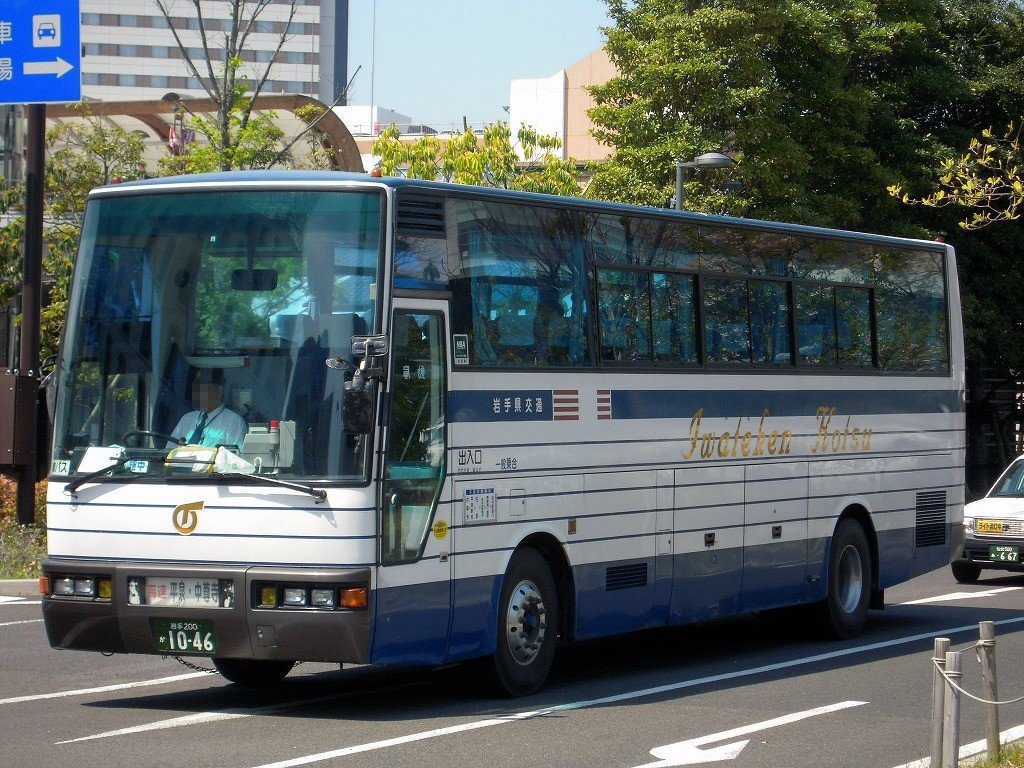
国際興業から移籍したいすゞ・スーパークルーザー（仙台駅東口にて）
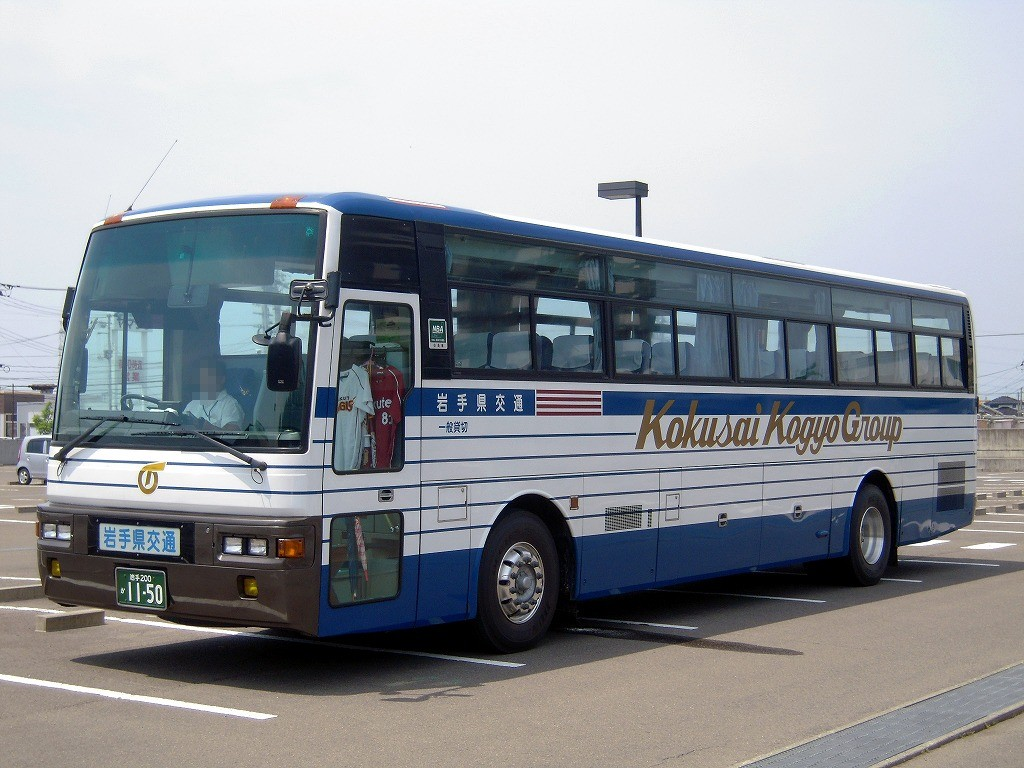
観光貸切車（宮城県多賀城市にて）
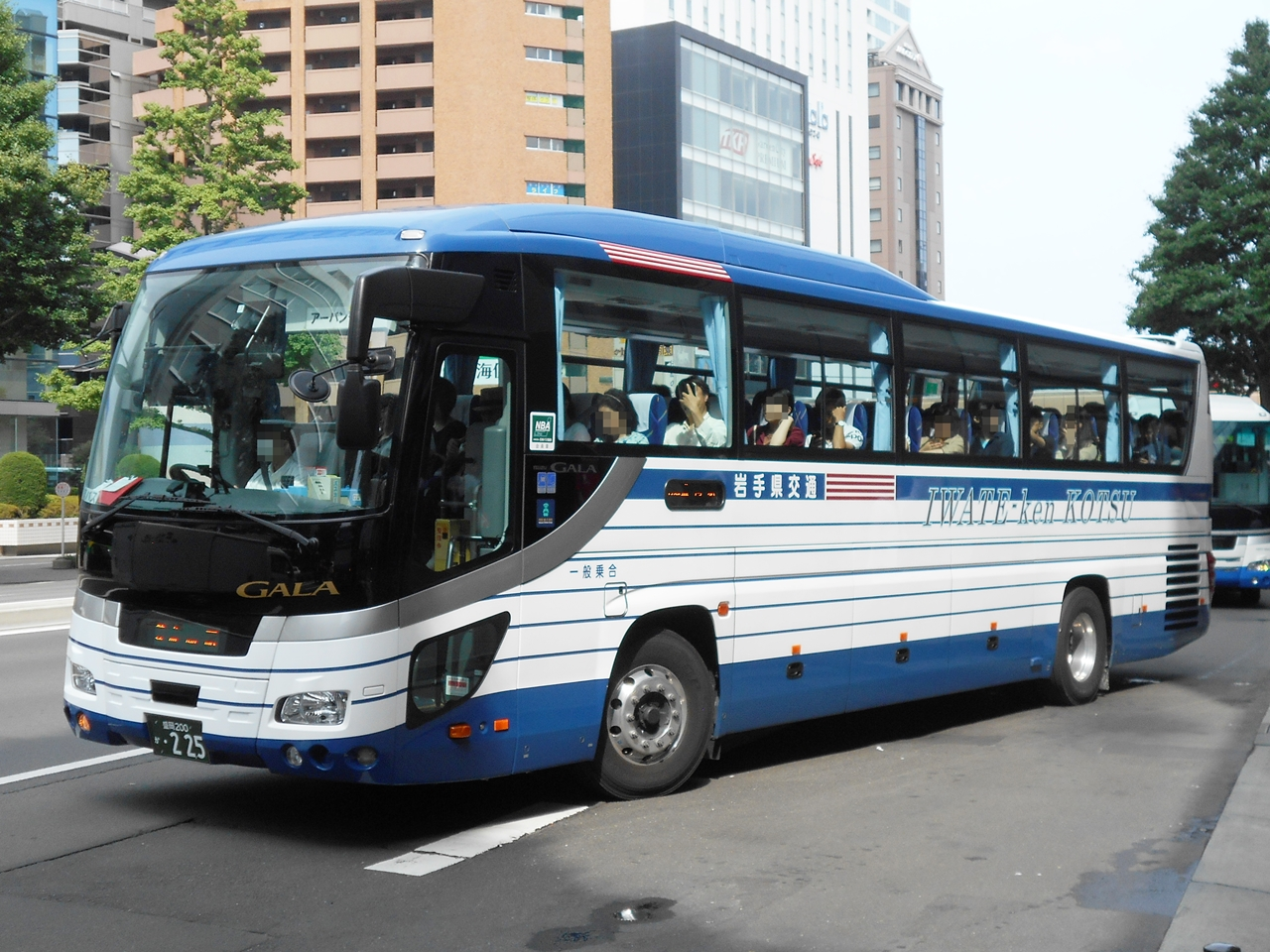
2010年代の自社発注の高速車の例（仙台駅前にて）
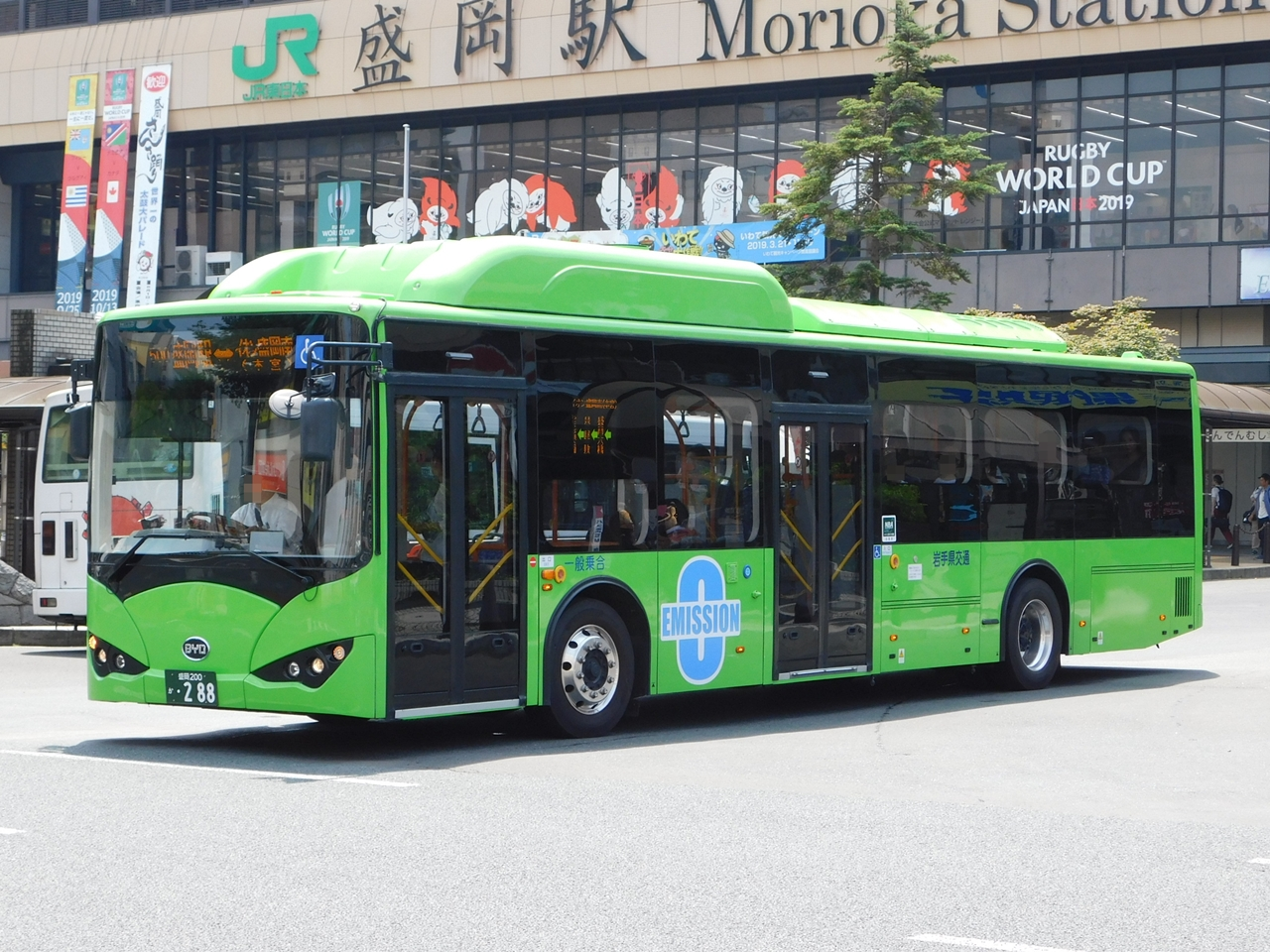
BYD製の電気バス「Big Green」（盛岡駅東口にて）
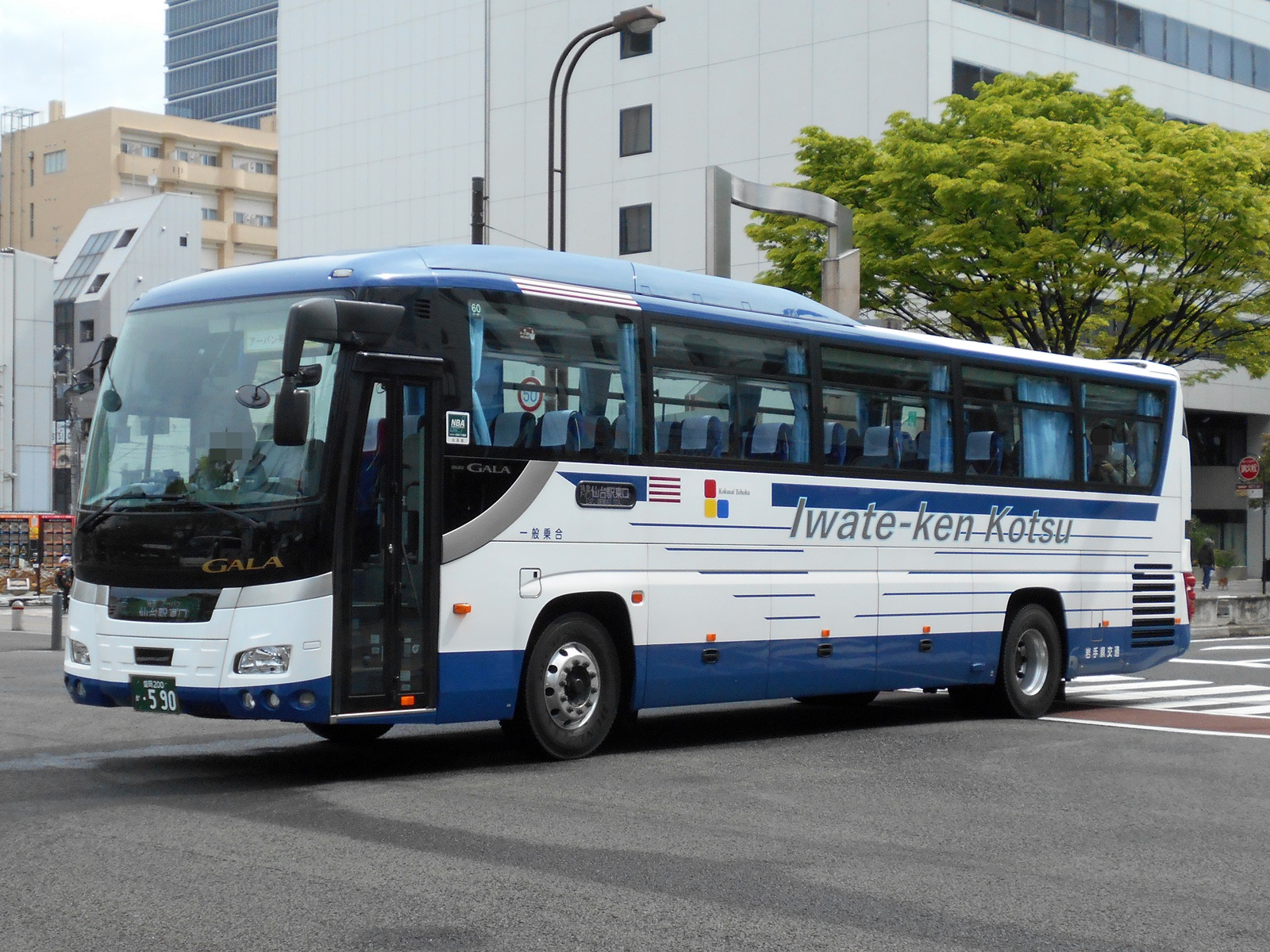
国際東北カラーとなった高速車（仙台駅東口にて）

### 合併前の各社のカラーリング
- 岩手中央バス - 一般路線用はクリーム地に青い帯が入っていた。神奈中から譲受した車両の一部は標準色ではなく、下半分と帯の部分を岩手中央バスカラーに塗り替えて使用していた[106]。中・長距離路線用は現在と同じく国際興業グループ観光バス色を採用していた。1970年代までに国際興業バスから譲受した車両は経費節減のため塗り替えずに使用していた[7][11]。1985年ころまでには国際興業バスの塗色のままの車両はいったん消滅した。2000年に国際興業グループ全体の施策として国際興業路線バス色が復活することになるとは、当時は予想されていなかった[106]。
- 花巻電鉄バス - ブルーリボンカラーのデザインを緑の濃淡にしたもの。岩手中央バスの貸切カラーでもあった[107]。
- 岩手県南バス - 純白に朱色のラインが入っていた。
- 花巻バス - クリームに赤帯の入ったデザインで、ワンマン車では窓下に水色の帯が入る。1970年前後に神奈川中央交通から譲受した車両は、経費節減のため側面窓下の帯を水色に変えた以外はそのまま走らせていたことがある[106]。

## 関連会社
2007年3月まで存在した「いわこう運輸」は直営の貨物輸送部門であり、関連企業ではない。
- 岩手県交通整備[1] - 大船渡市立根町字関谷63-14（大船渡営業所構内）に所在。ヤマトオートワークスの拠点が大船渡営業所管内にないため、同所管内の車両整備業務を担当。
- 岩手県交通サービス[1] - 2016年9月設立。盛岡市盛岡駅前通3-55（岩手県交通本社内）に所在。
- ヤマトオートワークス岩手 - ヤマト運輸子会社のヤマトオートワークスと岩手県交通が共同出資し設立した。岩手県交通の整備部門を移管し、新滝沢・矢巾・花巻車体・胆江・釜石の各工場にて業務を行う。本社は北上市にあるヤマト運輸東北支社・岩手主管支店内。

### 過去の関連会社
- 岩手県交通観光サービス（通称「トラベルいわこう」）- 貸切担当の各営業所のほか、シティ青山、北上駅東口、江刺バスセンターなどに店舗が所在した。岩手県交通の観光トラベル課に事業吸収。
- 早池峰バス - 遠野・江刺地区のバス運行および受託業務。2017年4月より岩手県交通に業務移管。
- 盛岡バスセンター - 旧施設の運営を担当。施設解体後は花巻市湯本の花巻温泉株式会社内に登記を移転して会社清算業務を行っていたが、2017年10月までに完了。